# Emiratele Arabe Unite
Emiratele Arabe Unite (EAU), sau pur și simplu Emiratele, este o țară din Asia de Vest, în Orientul Mijlociu, la capătul estic al Peninsulei Arabice. Este o monarhie federală electivă formată din șapte emirate, cu Abu Dhabi ca capitală. Are granițe terestre cu Oman la est și nord-est, și cu Arabia Saudită la sud-vest; precum și granițe maritime în Golful Persic cu Qatar și Iran, și cu Oman în Golful Omanului. La data de 2024, EAU are o populație estimată de peste 10 milioane, dintre care 11% sunt Emirateni; Dubai este cel mai populat oraș și este un hub internațional. Islamul este religia oficială și araba este limba oficială, în timp ce engleza este cea mai vorbită limbă și limba afacerilor.
Emiratele Arabe Unite au rezerve de petrol și gaze naturale pe locul șapte la nivel global, respectiv. Zayed bin Sultan Al Nahyan, conducătorul Abu Dhabiei și primul președinte al țării, a supravegheat dezvoltarea Emiratelor prin investiții în sănătate, educație și infrastructură din veniturile petroliere. Țara are cea mai diversificată economie dintre membrii Consiliului de Cooperare al Golfului (CCG). În secolul 21, EAU a devenit mai puțin dependentă de petrol și gaze naturale, concentrându-se economic pe turism și afaceri. EAU este considerată o putere mijlocie. De asemenea, este membră a Națiunilor Unite, Ligii Arabe, Organizației pentru Cooperare Islamică, OPEC, Mișcării Nealiniate, Organizației Mondiale a Comerțului și BRICS. EAU este, de asemenea, partener de dialog al Organizației de Cooperare din Shanghai.
Organizațiile pentru drepturile omului consideră că EAU are standarde scăzute în ceea ce privește drepturile omului, clasându-se doar 6,06 în indicele libertății umane, citând rapoarte despre critici ai guvernului închiși și torturați, familii hărțuite de aparatul de securitate al statului și cazuri de dispariții forțate. Drepturile individuale, cum ar fi libertățile de adunare, asociere, exprimare și libertatea presei, sunt sever reprimate.

## Istorie

### Antichitate

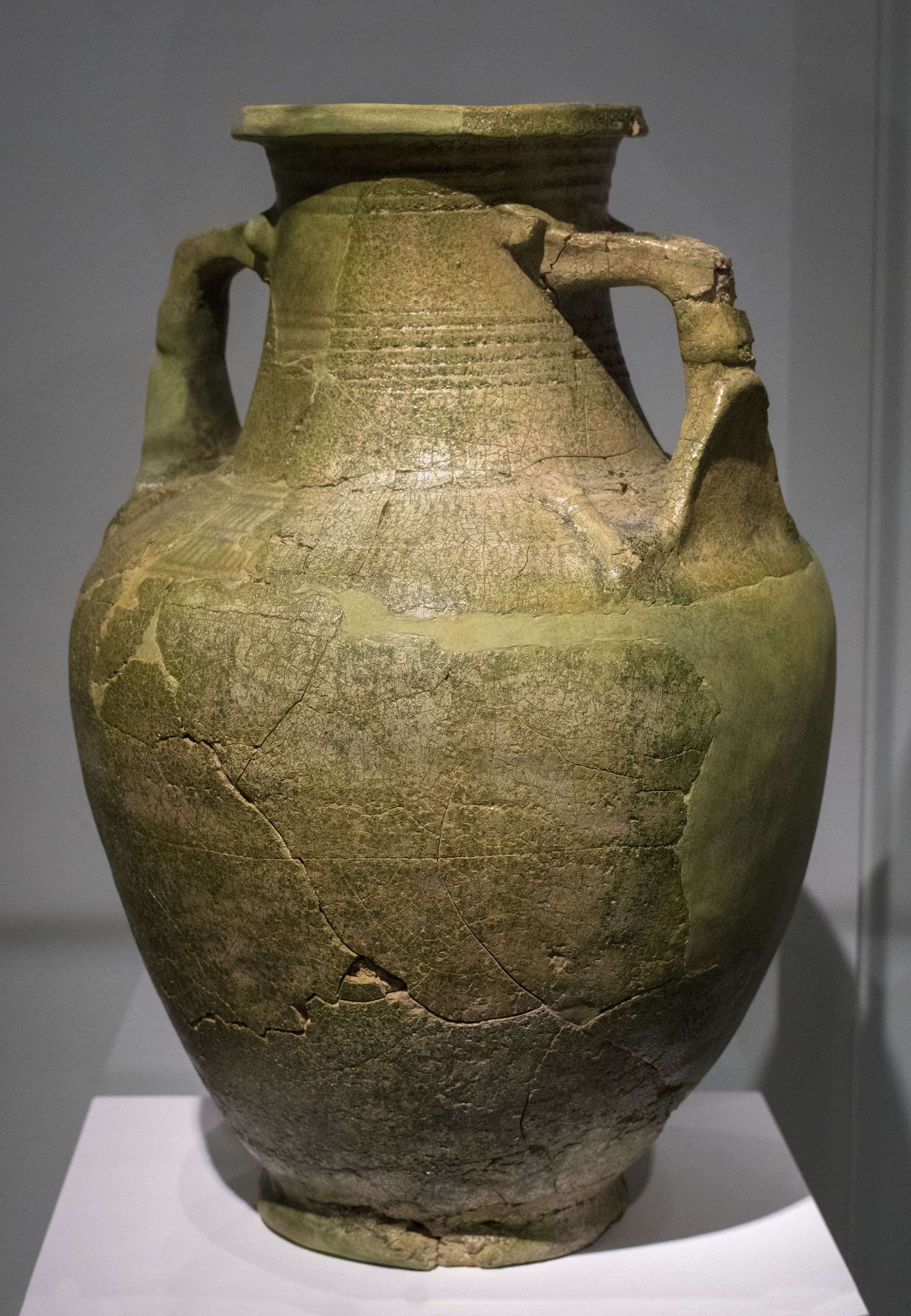
Oală din secolul al II-lea î.Hr. găsită în situl arheologic Mleiha din Sharjah

Uneltele de piatră descoperite arată o așezare a oamenilor din Africa acum aproximativ 127.000 de ani, iar o unealtă de piatră folosită pentru tăierea animalelor, descoperită pe coasta Arabiei, sugerează o locuire și mai veche, de acum 130.000 de ani. De-a lungul timpului, s-au dezvoltat legături comerciale intense cu civilizațiile din Mesopotamia, Iran și cultura Harappan din Valea Indusului. Acest contact a persistat și s-a extins, probabil motivat de comerțul cu cupru din Munții Hajar, care a început în jurul anului 3.000 î.Hr. Sursele sumeriene vorbesc despre civilizația Magan, care a fost identificată ca incluzând EAU și Omanul modern.
Există șase perioade de așezare umană cu comportamente distinctive în regiune înainte de Islam, care includ Perioada Hafit (3.200–2.600 î.Hr.), Cultura Umm Al Nar (2.600–2.000 î.Hr.) și Cultura Wadi Suq (2.000–1.300 î.Hr.). De la 1.200 î.Hr. până la apariția Islamului în Arabia de Est, prin trei Epoci ale Fierului distinctive și perioada Mleiha, zona a fost ocupată succesiv de Ahemenizi și alte forțe, și a văzut construcția de așezări fortificate și creșterea extensivă a animalelor datorită dezvoltării sistemului de irigație falaj.

### Islam
Răspândirea Islamului în partea de nord-est a Peninsulei Arabice este considerată a fi urmat direct după o scrisoare trimisă de Proorocul Islamic Mahomed către conducătorii din Oman în anul 630 d.Hr. Acest lucru a condus la un grup de conducători care au călătorit la Medina, s-au convertit la Islam și au condus ulterior o revoltă de succes împotriva Sasanizilor, care dominau coasta la acea vreme. După moartea lui Mahomed, noile comunități islamice de la sud de Golful Persic au amenințat să se destrame, cu revolte împotriva conducătorilor musulmani. Califul Abu Bakr a trimis o armată din capitala Medina, care a finalizat recucerirea teritoriului (Războaiele Ridda) prin Bătălia de la Dibba, în care se estimează că au fost pierdute 10.000 de vieți. Acest lucru a asigurat integritatea Califatului și unificarea Peninsulei Arabice sub nou-apărutul Califatul Rashidun.
În 637, Julfar (în zona actuală a Ras Al Khaimah) era un port important folosit ca punct de plecare pentru invazia islamică a Imperiului Sasanid. Zona Al Ain/Oaza Buraimi era cunoscută sub numele de Tu'am și reprezenta un important punct de comerț pentru rutele de cămile între coastă și interiorul Arabiei.
Cel mai vechi sit creștin din EAU a fost descoperit în anii 1990, un complex mănăstiresc extins pe ceea ce este acum cunoscut sub numele de Insula Sir Bani Yas, datând din secolul al VII-lea. Considerată a fi Nestoriană și construită în 600 d.Hr., biserica pare să fi fost abandonată pașnic în 750 d.Hr. Acesta formează o legătură fizică rară cu o moștenire creștină, care se crede că s-a răspândit pe peninsula arabă între anii 50 și 350 d.Hr., urmând rute comerciale. Cu siguranță, până în secolul al V-lea, Omanul avea un episcop pe nume Ioan – ultimul episcop al Omanului fiind Etienne, în 676 d.Hr.

### Epoca portugheză

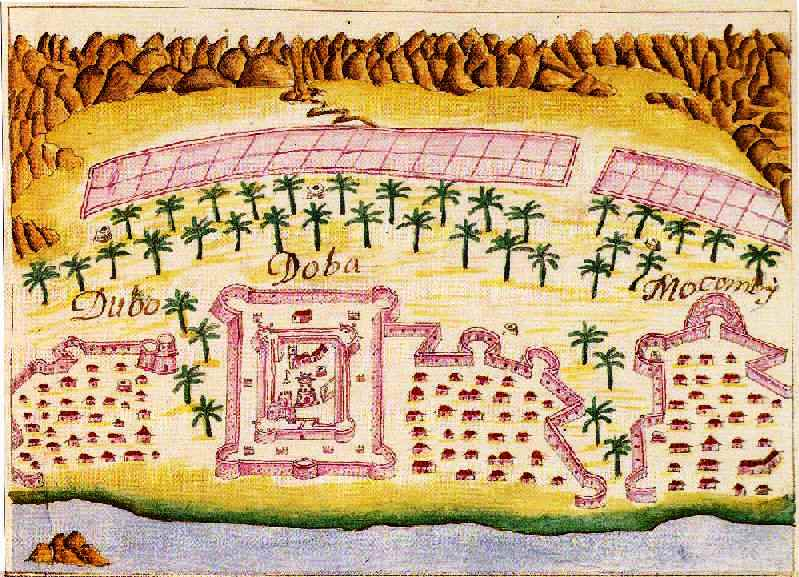
O pictură a Fortăreței Doba în Dibba Al-Hisn din 1620

Mediul arid deșertic a condus la apariția „nomazilor versatili”, grupuri nomade care supraviețuiau prin diverse activități economice, inclusiv creșterea animalelor, agricultura și vânătoarea. Mișcările sezoniere ale acestor grupuri au dus nu doar la conflicte frecvente între grupuri, ci și la stabilirea unor așezări și centre sezoniere și semi-sezoniere. Acestea au format grupuri tribale ale căror nume sunt încă purtate de emiratenii moderni, inclusiv Bani Yas și Al Bu Falah din Abu Dhabi, Al Ain, Liwa și coasta de vest; Dhawahir, Awamir, Al Ali și Manasir din interior; Sharqiyin de pe coasta de est; și Qawasim la nord.
Odată cu expansiunea imperiilor coloniale europene, forțele portugheze, engleze și olandeze au apărut în regiunea Golfului Persic. Până în secolul al XVIII-lea, confederația Bani Yas era forța dominantă în cea mai mare parte a zonei cunoscute astăzi ca Abu Dhabi, în timp ce Al Qawasim de nord (Al Qasimi) dominau comerțul maritim. Portughezii și-au menținut influența asupra așezărilor de pe coastă, construind forturi în urma cuceririlor sângeroase ale comunităților de pe coastă de către Albuquerque și comandantii portughezi care l-au urmat – în special pe coasta de est la Muscat, Sohar și Khor Fakkan.
Coasta sudică a Golfului Persic era cunoscută britanicilor sub numele de „Coasta Piraților”, deoarece bărci ale federației Al Qawasim hărțuiau navele sub pavilion britanic din secolul al XVII-lea până în secolul al XIX-lea. Acuzația de piraterie este disputată de istoricii emirateni moderni, inclusiv de actualul conducător al Sharjah, Sheikh Sultan Al Qasimi, în cartea sa din anul 1986, The Myth of Arab Piracy in the Gulf.

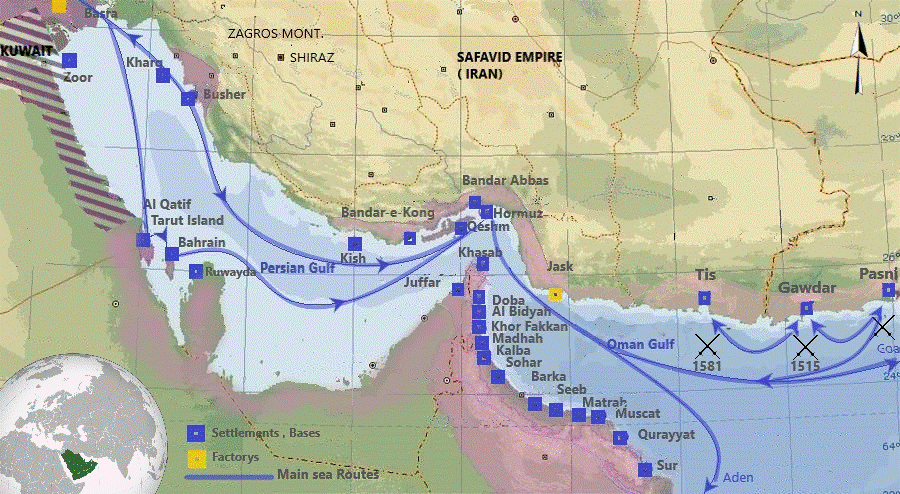
Purple – Prezența portugheză în Golful Persic în secolele XVI și XVII. Principalele orașe, porturi și rute.

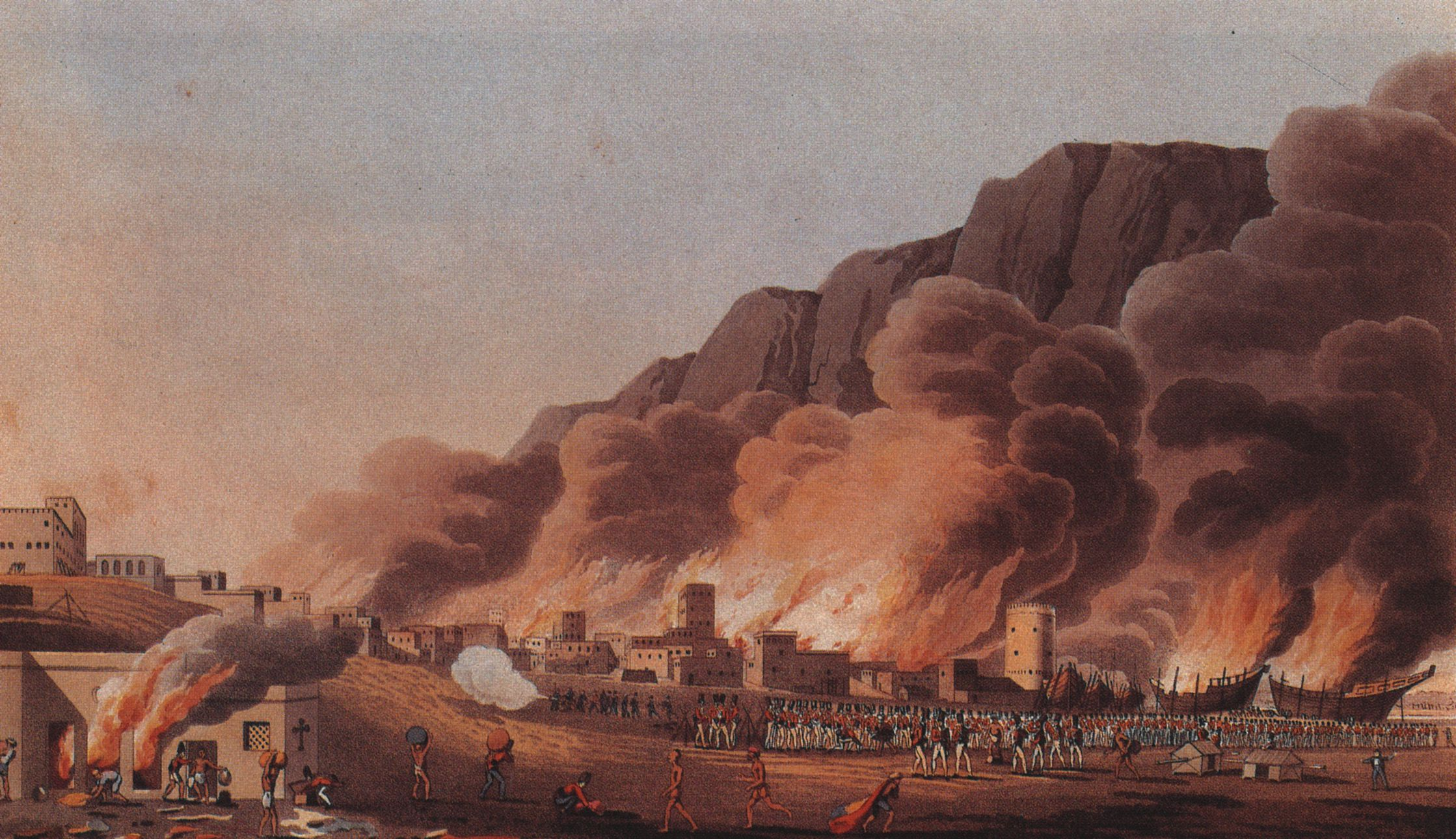
O pictură care înfățișează arderea orașului și portului Emiratul Ras Al Khaimah în timpul Campania din Golful Persic din 1809

Expedițiile britanice pentru a-și proteja rutele comerciale indiene au condus la campanii împotriva Ras Al Khaimah și altor porturi de-a lungul coastei, inclusiv Campania din Golful Persic din 1809 și mai de succesul campania din 1819. Anul următor, Marea Britanie și un număr de conducători locali au semnat un armistițiu maritim, dând naștere termenului Statele Truciale, care a definit statutul emiratelor de pe coastă. Un tratat suplimentar a fost semnat în 1843, iar în 1853 a fost semnat Armistițiul Maritim Perpetuu. La acesta s-a adăugat „Acordurile Exclusive”, semnate în 1892, care au făcut din Statele Truciale un protectorat britanic.
Conform tratatului din 1892, sheikhii truciali au fost de acord să nu cedeză niciun teritoriu, cu excepția britanicilor, și să nu intre în relații cu niciun alt guvern străin fără consimțământul britanic. În schimb, britanicii au promis să protejeze Coasta Trucială de orice agresiune pe mare și să ajute în caz de atac pe uscat. Poliția maritimă britanică a asigurat securitatea relativă a flotelor de pescuit pentru perle. Cu toate acestea, interzicerea britanică a comerțului cu sclavi a însemnat pierderea unei importante surse de venit pentru unii sheikhi și negustori.
În 1869, tribul Qubaisat s-a stabilit la Khor Al Adaid și a încercat să obțină sprijinul otomanilor. Khor Al Adaid era revendicat de Abu Dhabi la acea vreme, o pretenție susținută de britanici. În anul 1906, rezidentul politic britanic, Percy Cox, a confirmat în scris conducătorului Abu Dhabi, Zayed bin Khalifa Al Nahyan („Zayed cel Mare”), că Khor Al Adaid aparținea sheikhdomului său.

### Epoca britanică și descoperirea petrolului

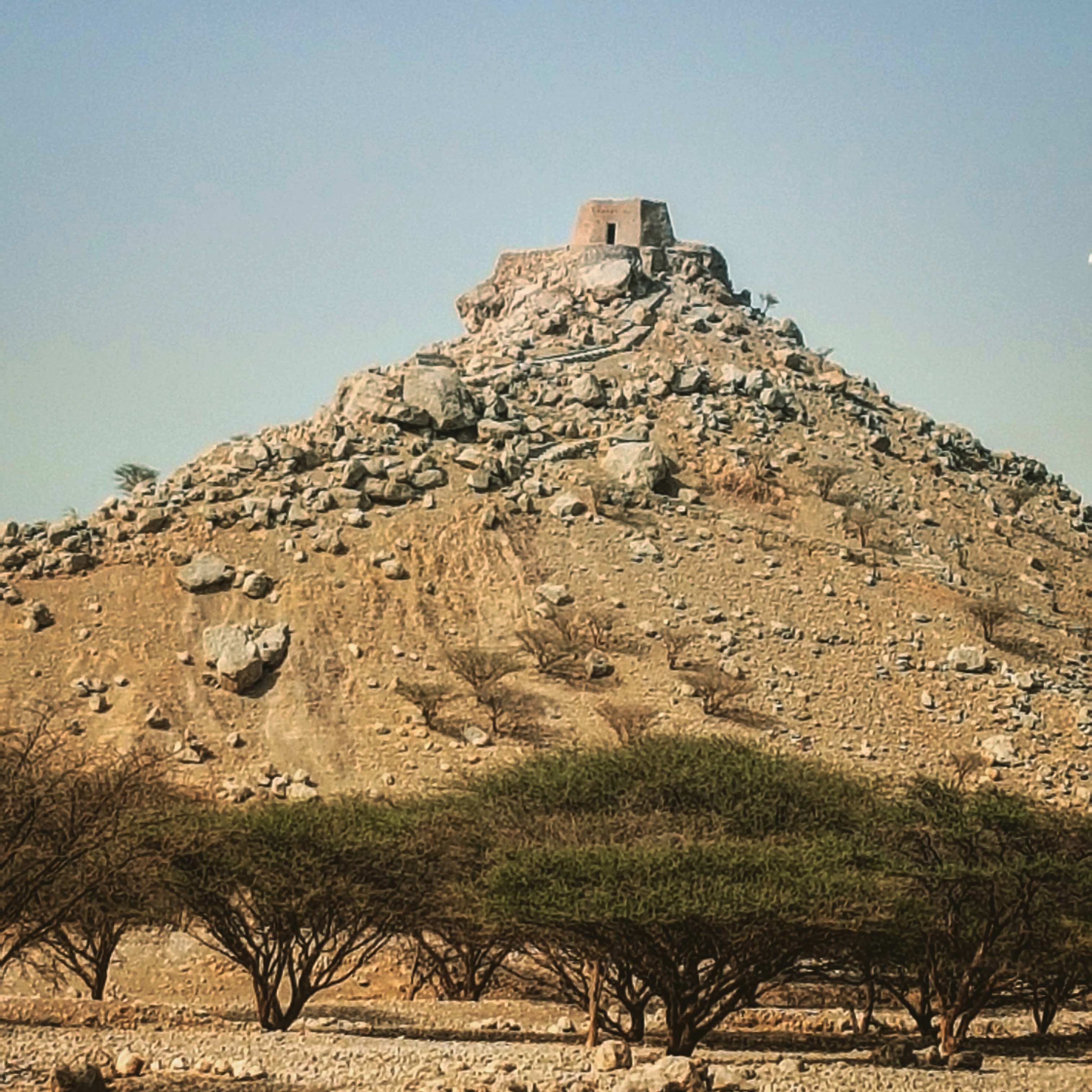
Fortul Dhayah pe vârful dealului. În 1819, a fost ultimul bastion Al-Qasimi care a căzut în Campania din Golful Persic din 1819. Căderea Dhayah a deschis calea pentru semnarea Tratatului Maritim General din 1820.

În secolele al XIX-lea și începutul secolului al XX-lea, industria pescuitului de perle a înflorit, oferind atât venituri, cât și locuri de muncă pentru oamenii din Golful Persic. Primul Război Mondial a avut un impact sever asupra industriei, dar Marea Depresie din anii 1920 târzii și 1930 timpurii, împreună cu invenția perlelor cultivate, au dus la dispariția comerțului. Ultimele urme ale comerțului au dispărut la scurt timp după Al Doilea Război Mondial, când nou-independentul Guvernul Indiei a impus taxe grele pe perlele importate. Declinul pescuitului de perle a dus la dificultăți economice extreme în Statele Truciale.
În 1922, guvernul britanic a obținut angajamente de la conducătorii Statelor Truciale să nu semneze concesiuni cu companii străine fără consimțământul lor. Conștienți de potențialul de dezvoltare a resurselor naturale, cum ar fi petrolul, după descoperirile din Persia (din 1908) și Mesopotamia (din 1927), o companie petrolieră condusă de britanici, Iraq Petroleum Company (IPC), a arătat interes pentru regiune. Anglo-Persian Oil Company (APOC, ulterior devenită British Petroleum, sau BP) deținea 23,75% din acțiunile IPC. Din 1935, concesiuni onshore pentru explorarea petrolului au fost acordate de către conducătorii locali, APOC semnând primul în numele Petroleum Concessions Ltd (PCL), o companie asociată IPC. APOC a fost împiedicată să dezvolte regiunea singură din cauza restricțiilor Acordul Liniei Roșii, care îi cerea să opereze prin IPC. Au fost semnate o serie de opțiuni între PCL și conducătorii truciali, oferind venituri utile comunităților care se confruntau cu sărăcia după colapsul comerțului de perle. Cu toate acestea, bogăția petrolieră pe care conducătorii o puteau vedea din veniturile acumulate în țările înconjurătoare a rămas evazivă. Primele sonde din Abu Dhabi au fost forate de compania operatoare IPC, Petroleum Development (Trucial Coast) Ltd (PDTC) la Ras Sadr în 1950, o sondă de 13.000 picioare  (4.000 metri) adâncime care a durat un an pentru a fi forată și s-a dovedit a fi uscată, la costul enorm de 1 milion de lire sterline.

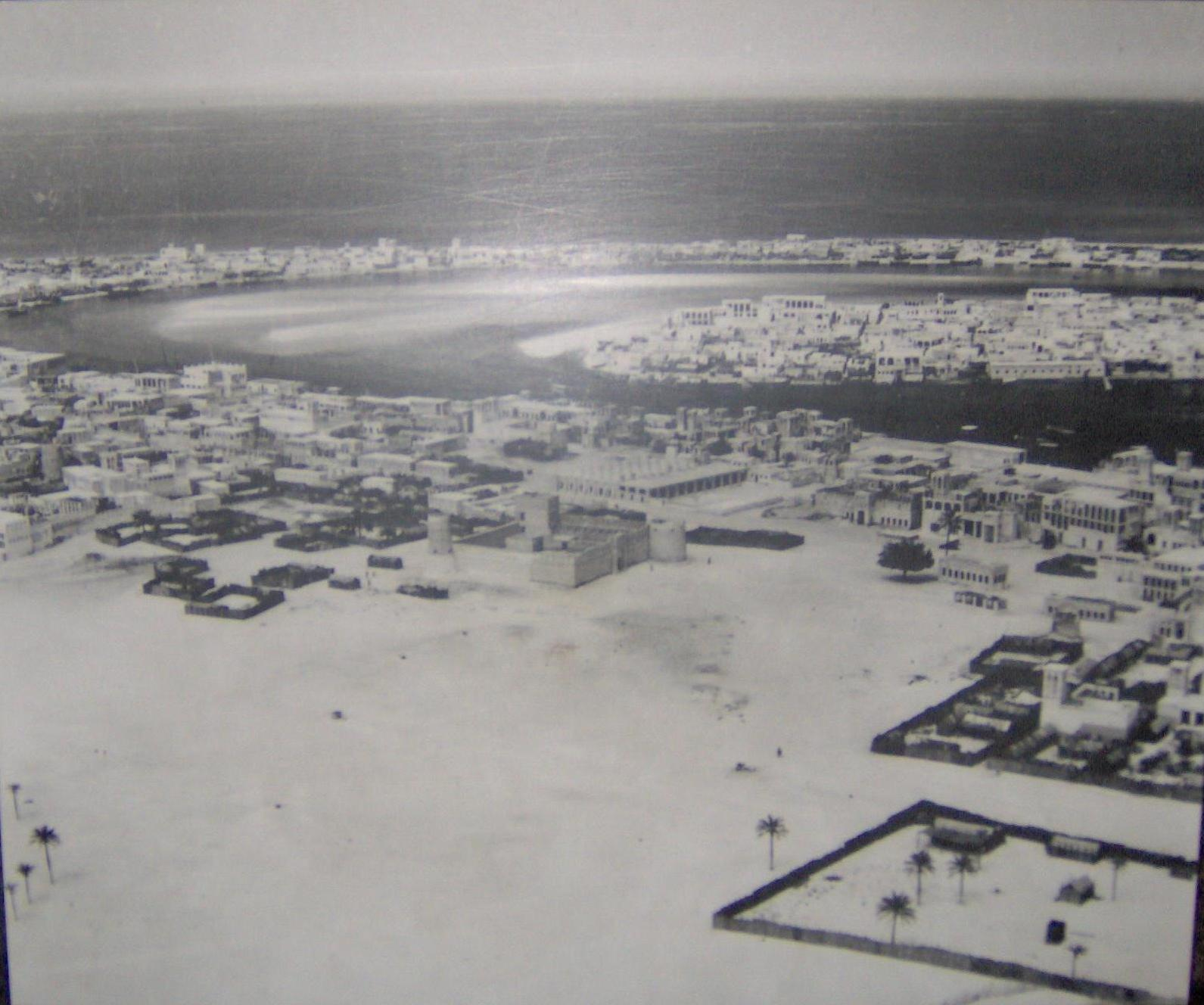
Dubai în 1950: zona din această fotografie arată Bur Dubai în prim-plan (centrat pe Fortul Al-Fahidi), Deira în mijloc-dreapta pe cealaltă parte a canalului, și Al Shindagha (stânga) și Al Ras (dreapta) în fundal, de cealaltă parte a canalului, față de Deira.

Britanicii au înființat un birou de dezvoltare care a ajutat la câteva mici dezvoltări în emirate. Cei șapte sheikh ai emiratelor au decis apoi să formeze un consiliu pentru a coordona problemele dintre ei și au preluat biroul de dezvoltare. În 1952, au format Consiliul Statelor Truciale, și l-au numit pe Adi Al Bitar, consilierul juridic al lui Sheikh Rashid bin Saeed Al Maktoum din Dubai, ca secretar general și consilier juridic al consiliului. Consiliul a fost desființat odată cu formarea Emiratelor Arabe Unite. Natura tribală a societății și lipsa de definire a frontierelor între emirate au dus frecvent la dispute, rezolvate fie prin mediere, fie, mai rar, prin forță. Trucial Oman Scouts a fost o mică forță militară folosită de britanici pentru a menține pacea.
În 1953, o filială a BP, D'Arcy Exploration Ltd, a obținut un concesiun offshore de la conducătorul Abu Dhabi. BP s-a asociat cu Compagnie Française des Pétroles (ulterior Total) pentru a forma companii operatoare, Abu Dhabi Marine Areas Ltd (ADMA) și Dubai Marine Areas Ltd (DUMA). Au fost efectuate o serie de sondaje submarine pentru petrol, inclusiv unul condus de celebrul explorator marin Jacques Cousteau. În 1958, o platformă de foraj plutitoare a fost remorcată din Hamburg, Germania, și poziționată deasupra patului de perle Umm Shaif, în apele Abu Dhabi, unde a început forajul. În martie, a lovit petrol în formațiunea stâncoasă Upper Thamama. Aceasta a fost prima descoperire comercială de pe Coasta Trucială, ducând la primele exporturi de petrol în 1962. ADMA a făcut alte descoperiri offshore la Zakum și în alte părți, iar alte companii au făcut descoperiri comerciale, cum ar fi Câmpul Fateh din largul Dubai și câmpul Mubarak din largul Sharjah (împărțit cu Iranul).
Între timp, explorarea onshore a fost împiedicată de dispute teritoriale. În 1955, Regatul Unit a reprezentat Abu Dhabi și Oman în disputa lor cu Arabia Saudită privind Oaza Buraimi. Un acord din 1974 între Abu Dhabi și Arabia Saudită părea să rezolve disputa de frontieră Abu Dhabi-Arabia Saudită, dar acesta nu a fost ratificat. Frontiera EAU cu Oman a fost ratificată în 2008.
PDTC a continuat explorarea onshore departe de zona disputată, forând încă cinci sonde care au fost, de asemenea, uscate. Cu toate acestea, pe 27 octombrie 1960, compania a descoperit petrol în cantități comerciale la puțul Murban nr. 3 de pe coasta de lângă Tarif. În 1962, PDTC a devenit Abu Dhabi Petroleum Company. Pe măsură ce veniturile din petrol au crescut, conducătorul Abu Dhabi, Zayed bin Sultan Al Nahyan, a întreprins un masiv program de construcții, construind școli, locuințe, spitale și drumuri. Când exporturile de petrol din Dubai au început în 1969, Sheikh Rashid bin Saeed Al Maktoum, conducătorul Dubai, a putut investi veniturile din rezervele limitate găsite pentru a stimula efortul de diversificare care ar crea orașul global modern Dubai.

### Independența

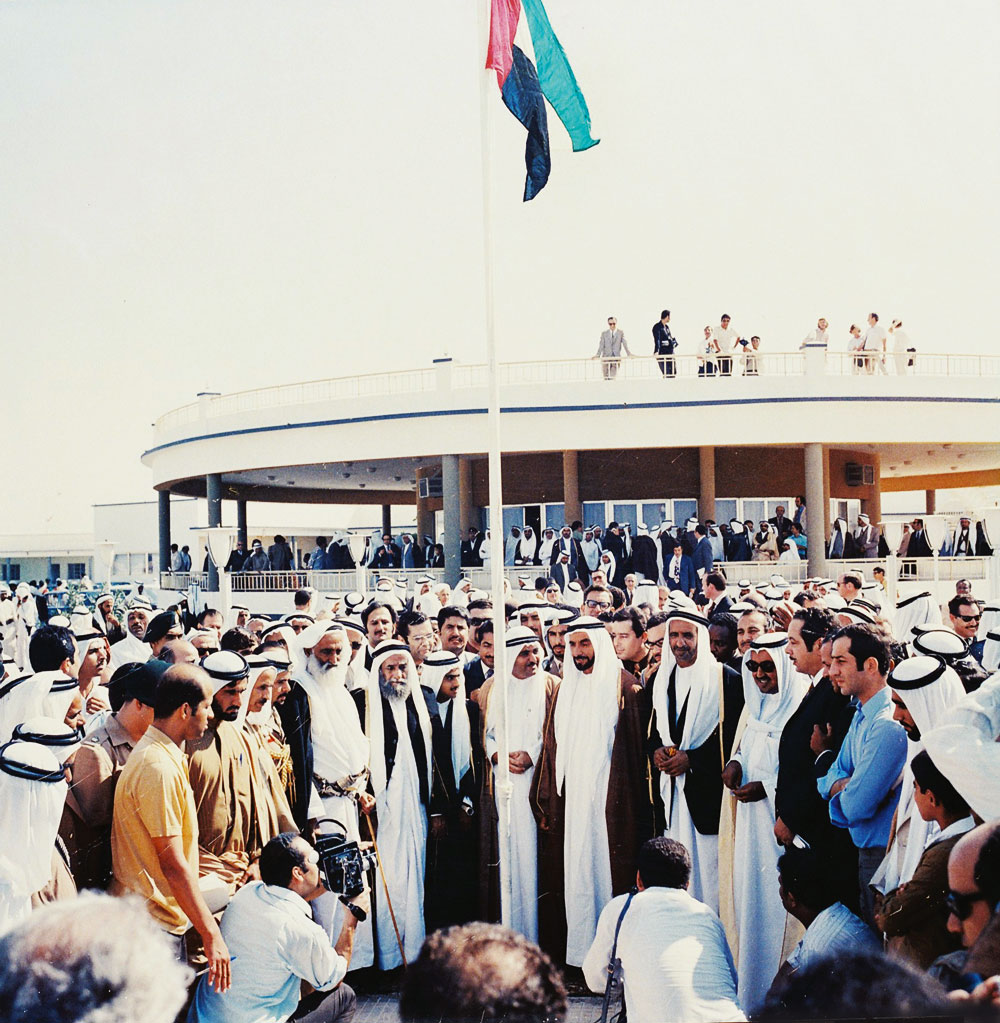
Fotografie istorică care înfățișează prima arborare a steagului Emiratelor Arabe Unite de către conducătorii emiratelor la Union House din Dubai pe 2 decembrie 1971

Până în 1966, devenise clar că guvernul britanic nu-și mai putea permite să administreze și să protejeze Statele Truciale, ceea ce este acum cunoscut sub numele de Emiratele Arabe Unite. Membrii Parlamentului Britanic (MP) au dezbătut pregătirea Marinei Regale pentru a apăra sheikhdom-urile. Pe data de 24 ianuarie 1968, prim-ministrul britanic Harold Wilson a anunțat decizia guvernului, reafirmată în luna martie a anului 1971 de prim-ministrul Edward Heath, de a încheia relațiile tratatului cu cele șapte sheikhdom-uri truciale. La câteva zile după anunț, conducătorul Abu Dhabi, Sheikh Zayed bin Sultan Al Nahyan, temându-se de vulnerabilitate, a încercat să-i convingă pe britanici să respecte tratatele de protecție, oferind să plătească integral costurile menținerii Forțelor Armate Britanice în Emirate. Guvernul Laburist britanic a respins oferta. După ce deputatul laburist Goronwy Roberts l-a informat pe Sheikh Zayed de știrea retragerii britanice, cele nouă sheikhdom-uri din Golful Persic au încercat să formeze o uniune de emirate arabe, dar până la mijlocul anului 1971 încă nu reușiseră să se înțeleagă asupra termenilor uniunii, deși relația tratatului cu britanicii urma să expire în decembrie acelui an.
Temerea vulnerabilității s-a materializat cu o zi înainte de independență. Un grup de distrugătoare iraniene a părăsit formația dintr-un exercițiu din Golful inferior, navigând spre insulele Tunb. Insulele au fost ocupate cu forța, iar civilii și apărătorii arabi au fost lăsați să fugă. O navă de război britanică a rămas pasivă în timpul invaziei. Un grup de distrugătoare s-a apropiat și de insula Abu Musa. Dar acolo, Sheikh Khalid bin Mohammed Al Qasimi negociase deja cu șahul Iranului, iar insula a fost rapid închiriată Iranului pentru 3 milioane de dolari pe an. Între timp, Arabia Saudită a revendicat porțiuni din Abu Dhabi.
Inițial intenționate să facă parte din Federația propusă a Emiratelor Arabe, Bahrain a devenit independent în august, iar Qatar în septembrie 1971. Când tratatul britanic cu Sheikhdom-urile Truciale a expirat pe data de 1 decembrie 1971, ambele emirate au devenit complet independente. Pe 2 decembrie 1971, șase dintre emirate (Abu Dhabi, Ajman, Dubai, Fujairah, Sharjah și Umm Al Quwain) au acceptat să formeze o uniune numită Emiratele Arabe Unite. Ras al-Khaimah s-a alăturat mai târziu, pe data de 10 ianuarie 1972. În luna februarie a anului 1972, a fost creat Consiliul Național Federal (FNC); un organ consultativ de 40 de membri numiți de cei șapte conducători. EAU s-a alăturat Ligii Arabe pe 6 decembrie 1971 și Națiunilor Unite pe 9 decembrie. A fost un membru fondator al Consiliului de Cooperare al Golfului în mai 1981, Abu Dhabi găzduind primul summit GCC.

### Perioada post-independență

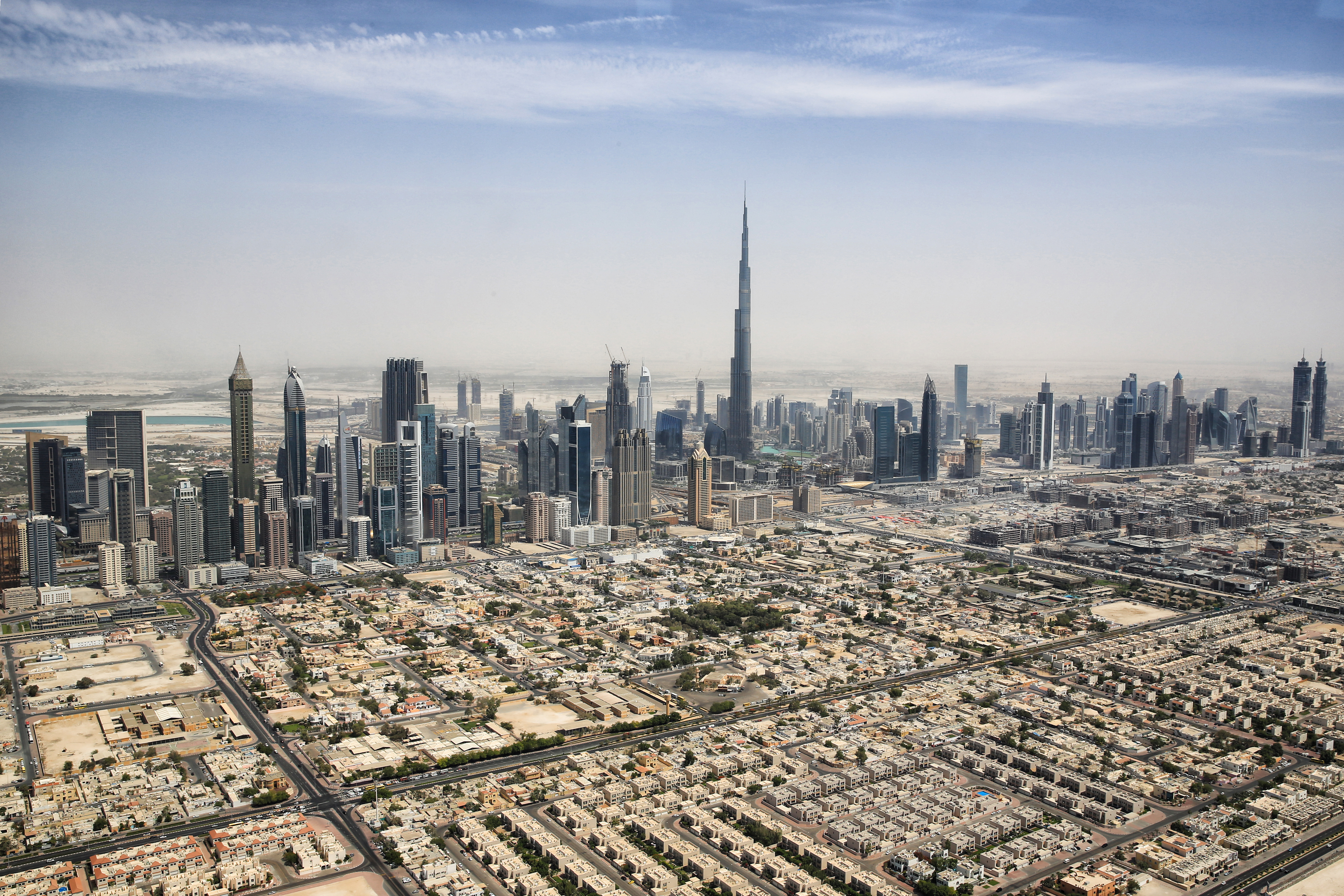
Vedere asupra orașului Dubai

EAU au sprijinit operațiunile militare desfășurate de SUA și alte state din cadrul forțelor de coaliție angajate în războiul împotriva Talibanilor în Afganistan (2001) și împotriva lui Saddam Hussein în Irak (2003), precum și operațiunile de susținere a Războiului Global împotriva Terorismului în Cornul Africii, la baza aeriană Al Dhafra, situată în apropierea orașului Abu Dhabi. Această bază aeriană a susținut, de asemenea, operațiunile Aliaților în timpul Războiului din Golf din 1991 și Operațiunii Northern Watch.  Țara semnase deja un acord de apărare cu SUA în 1994 și unul cu Franța în 1995. În ianuarie 2008, Franța și EAU au semnat un acord care permitea Franței să stabilească o bază militară permanentă în emiratul Abu Dhabi. EAU s-au alăturat operațiunilor militare internaționale din Libia în martie 2011.
Pe 2 noiembrie 2004, primul președinte al EAU, șeicul Zayed bin Sultan Al Nahyan, a murit. Șeicul Khalifa bin Zayed Al Nahyan a fost ales ca președinte al EAU. Șeicul Mohammed bin Zayed Al Nahyan l-a succedat pe șeicul Khalifa ca prinț moștenitor al Abu Dhabi. În ianuarie 2006, șeicul Maktoum bin Rashid Al Maktoum, prim-ministrul EAU și conducătorul Dubaiului, a murit, iar șeicul Mohammed bin Rashid Al Maktoum a preluat ambele funcții.
Primele alegeri naționale din istoria țării au avut loc pe data de 16 decembrie 2006. Un număr de alegători au ales jumătate dintre membrii Consiliului Național Federal. EAU au fost în mare parte ferite de impactul Primăverii Arabe, care a afectat alte țări din regiune. Cu toate acestea, 60 de activiști din cadrul Al Islah au fost arestați sub acuzația de tentativă de lovitură de stat și încercare de a stabili un stat islamist în EAU. Conștiente de protestele din apropiere, din Bahrain, autoritățile EAU au interzis în noiembrie 2012 batjocorirea guvernului sau încercările de organizare a protestelor prin rețelele sociale.
Pe data de 29 ianuarie 2020, Pandemia de COVID-19 a fost confirmată ca ajungând în EAU. Două luni mai târziu, în martie, guvernul a anunțat închiderea mall-urilor, școlilor și lăcașurilor de cult, impunerea unei carantine totale și suspendarea tuturor zborurilor Emirates.
Pe data de 9 februarie 2021, sonda spațială Hope a ajuns pe orbita lui Marte, făcând EAU prima țară arabă care a realizat acest lucru.
Pe 14 mai 2022, șeicul Mohammed bin Zayed Al Nahyan a fost ales noul președinte al EAU după moartea șeicului Khalifa bin Zayed Al Nahyan.

## Geografie

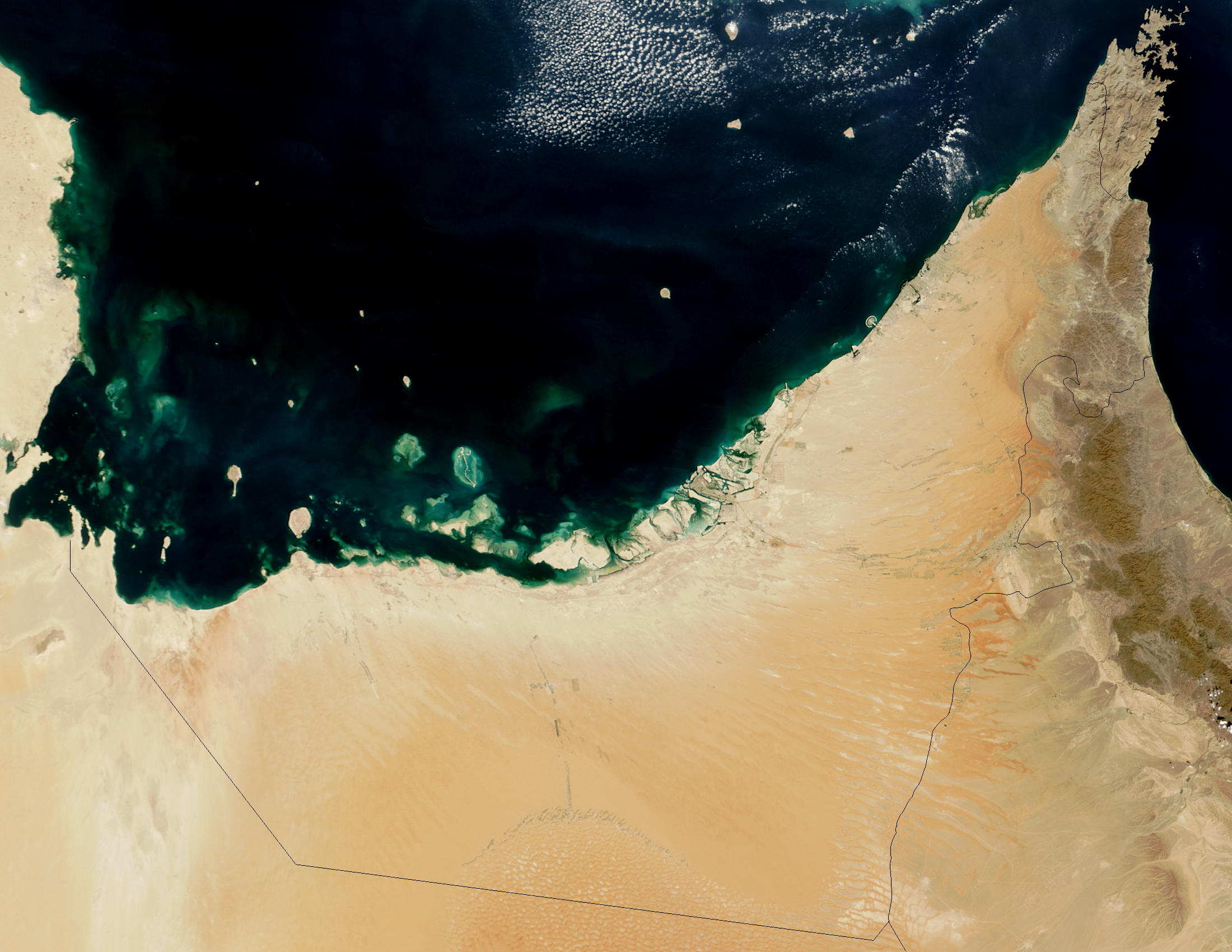
Imagine satelitară a Emiratelor Arabe Unite

Emiratele Arabe Unite sunt situate în Orientul Mijlociu, la granița cu Golful Oman și Golful Persic, între Oman și Arabia Saudită; se află într-o locație strategică ușor la sud de Strait of Hormuz, un punct de tranzit vital pentru petrolul brut din lume.
Emiratele Arabe Unite se află între 22°30' și 26°10' latitudine nordică și între 51° și 56°25′ longitudine estică. Se află la o graniță de 530-kilometru (330 mi) cu Arabia Saudită la vest, sud și sud-est, și la o graniță de 450-kilometru (280 mi) cu Oman la sud-est și nord-est. Granița terestră cu Qatar în zona Khor Al Adaid este de aproximativ nouăsprezece kilometri (12 mile) în nord-vest; aceasta fiind o sursă de conflicte continue. După plecarea militară a Marii Britanii din Emiratele Arabe Unite în 1971, și stabilirea ca stat independent, Emiratele Arabe Unite au revendicat insulele Abu Musa și Tunbelele Mari și Mici, ocupate de Iran, după ce Iranul le-a capturat în perioada stăpânirii britanice, rezultând în conflicte cu Iranul care rămân nerezolvate. Emiratele Arabe Unite contestă și alte insule împotriva statului vecin Qatar. Cel mai mare emirat, Abu Dhabi, reprezintă 87% din suprafața totală a Emiratelor Arabe Unite, 67.340 kilometri pătrați (26.000 mi2). Cel mai mic emirat, Ajman, cuprinde doar 259 km2 (100 mi2).
Coasta Emiratelor Arabe Unite se întinde pe aproximativ 650 km (404 mi) de-a lungul țărmului sudic al Persian Gulf, întreruptă scurt de o proeminență izolată a Sultanatului Oman. Șase dintre emirate se află de-a lungul Golfului Persic, iar al șaptelea, Fujairah, se află pe coasta estică a peninsulei cu acces direct la Golful Oman. Majoritatea coastei este alcătuită din panze de sare care se întind 8–10 km (5,0–6,2 mi) spre interior. Cel mai mare port natural se află la Dubai, deși alte porturi au fost dragate la Abu Dhabi, Sharjah și în alte locații. Numeroase insule se află în Golful Persic, iar proprietatea asupra unora dintre ele a fost subiectul unor dispute internaționale cu atât cu Iran cât și cu Qatar. Insulele mai mici, precum și multe coral reefs și bancuri de nisip în mișcare, reprezintă un pericol pentru navigație. Mareele puternice și furtunile ocazionale complică și mai mult mișcările navelor aproape de țărm. Emiratele Arabe Unite au și o porțiune din coasta Al Bāținah a Golfului Oman. Peninsula Musandam, vârful Arabiei lângă Strâmtoarea Ormuz, și Madha sunt exclave ale Omanului separate de UAE.

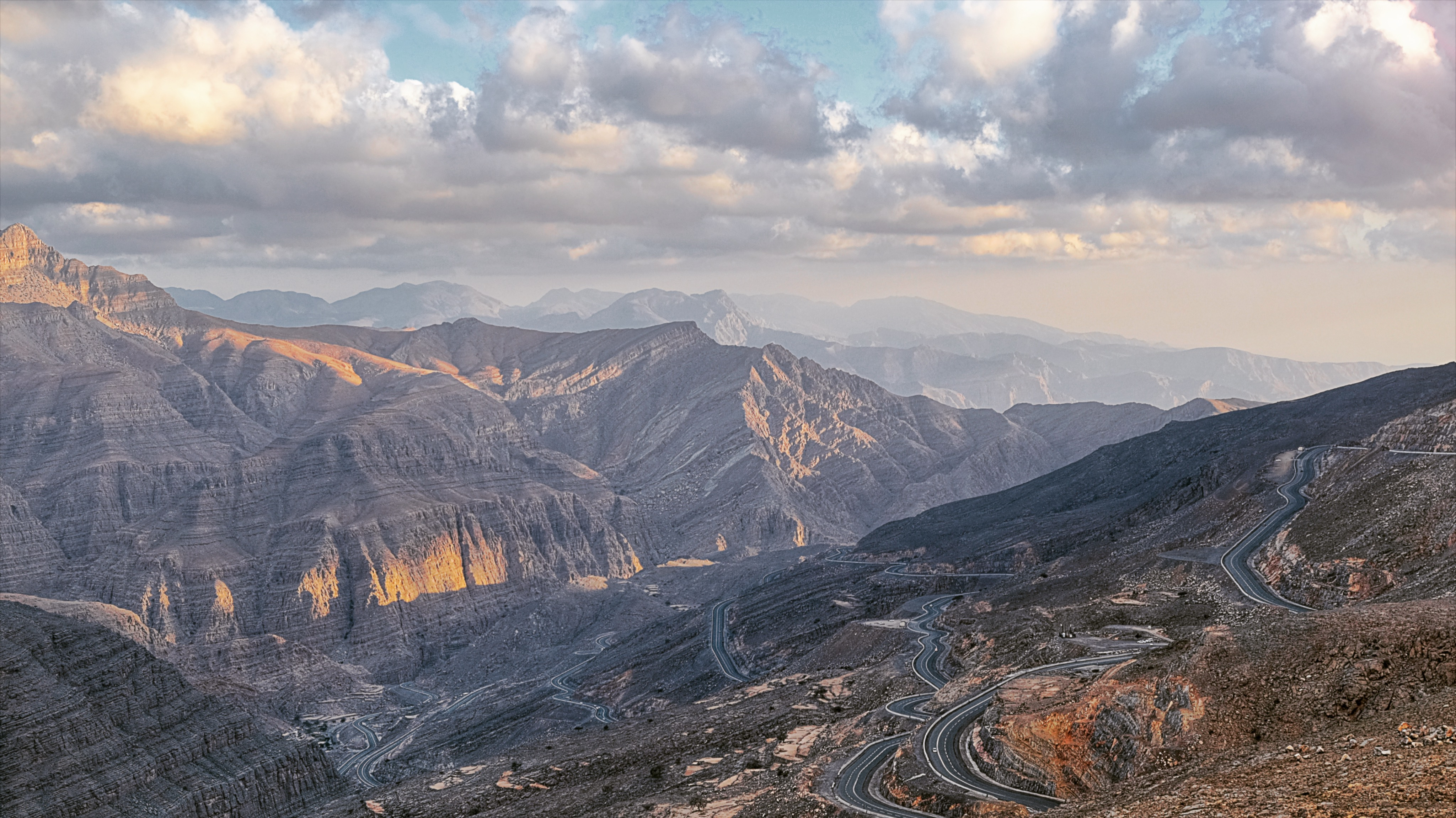
Drumuri care duc la Jebel Jais, cel mai înalt munte din UAE (1.892 m), în Ras Al Khaimah

La sud și vest de Abu Dhabi, vastele dune de nisip se unesc cu Rub al-Khali (Pustiu) al Arabiei Saudite. Zona de deșert din Abu Dhabi include două oaze importante cu apă subterană suficientă pentru a susține așezări permanente și cultivarea terenurilor. Liwa Oasis este în sud, aproape de granița nedefinită cu Arabia Saudită. La aproximativ 100 km (62 mi) spre nord-est de Liwa se află oaza Al-Buraimi, care se întinde pe ambele părți ale graniței Abu Dhabi-Oman. Lake Zakher din Al Ain este un lac artificial aproape de granița cu Oman creat din apă uzată tratată.
Înainte de retragerea din zonă în anul 1971, Marea Britanie a delimitat granițele interne ale celor șapte emirate pentru a preveni dispute teritoriale care ar fi putut împiedica formarea federației. În general, conducătorii emiratelor au acceptat intervențiile britanice, dar în cazul disputelor de frontieră între Abu Dhabi și Dubai, și între Dubai și Sharjah, cererile contradictorii nu au fost rezolvate decât după ce Emiratele Arabe Unite au devenit independente. Cele mai complicate granițe se aflau în Western Hajar Mountains, unde cinci dintre emirate contestau jurisdicția asupra mai multor enclave.

### Biodiversitate
EAU includ următoarele ecoregiuni terestre: Al Hajar montane woodlands și terenuri de arbuști, Gulf of Oman desert and semi-desert, precum și păduri și terenuri de arbuști xerici în regiunile de podiș ale Al-Hajar.
Oazele susțin creșterea palmierilor de curmale, acacia și arbori de eucalipt. În deșert, vegetația este foarte rară și constă în principal din ierburi și arbuști spinoși. Fauna indigenă a fost aproape de dispariție din cauza vânătorii intensive, ceea ce a dus la implementarea unui program de conservare pe Sir Bani Yas Island, inițiat în anii 1970 de șeicul Zayed bin Sultan Al Nahyan. Acest program a contribuit la salvarea unor specii precum Oryxul arab, camila arabă și leopardul.
Pe coasta EAU, fauna marină include în principal specii precum macroul, bibanul estuarian și tonul, alături de rechini și balene.

### Climă
Clima Emiratelor Arabe Unite este subtropical-aridă, cu veri foarte calde și ierni blânde. Clima este clasificată ca deșertică. Cele mai calde luni sunt iulie și august, când temperaturile maxime medii depășesc 45 °C (113 °F) pe Câmpia litorală. În Munții Hajar, temperaturile sunt considerabil mai scăzute, datorită altitudinii mai mari. Temperaturile minime medii în ianuarie și februarie sunt între 10 și 14 °C (50 și 57 °F). În lunile târzii ale verii, un vânt umed din sud-est, cunoscut sub numele de Sharqi (adică „Vântul de Est”), face regiunea litorală deosebit de neplăcută. Precipitațiile medii anuale în zona litorală sunt mai mici de 120 mm (4,7 in), dar în unele zone montane, precipitațiile anuale ating adesea 350 mm (13,8 in). Ploile din regiunea litorală cad în scurte și intense rafale în lunile de iarnă, ceea ce poate duce uneori la inundații în albii uscate ale wadi-urilor. Regiunea este predispusă la ocazionale furtuni de nisip violente, care pot reduce vizibilitatea în mod sever.
Pe 28 decembrie 2004, zăpada a fost înregistrată pentru prima dată în Emiratele Arabe Unite, în masivul montan Jebel Jais din Ras al-Khaimah. Câțiva ani mai târziu, au fost raportate alte cazuri de zăpadă și grindină. Masivul montan Jebel Jais a cunoscut zăpadă doar de două ori de când există înregistrări.

## Guvern și politică

### Guvern
Emiratele Arabe Unite sunt o monarhie constituțională federală formată dintr-o federație de șapte entități politice de tip monarhie ereditară stilizate tribal, numite Sheikhdomuri. Aceasta este condusă de un Consiliu Federal Suprem format din sheikhii conducători ai Abu Dhabi, Ajman, Fujairah, Sharjah, Dubai, Ras Al Khaimah și Umm Al Quwain. Toate responsabilitățile care nu sunt acordate guvernului federal sunt rezervate emiratelor individuale. Un procentaj[cuantificați] din veniturile fiecărui emirat este alocat bugetului central al EAU.
EAU folosește titlul de Sheikh în loc de Emir pentru a se referi la conducătorii emiratelor individuale. Titlul este folosit datorită sistemului de guvernare stilizat ca sheikhdom, în conformitate cu cultura triburilor Arabiei, unde Sheikh înseamnă lider, bătrân sau șeful tribal al clanului care participă la luarea deciziilor împreună cu urmașii săi. Președintele și vicepreședintele sunt aleși de Consiliul Federal Suprem. De obicei, șeful familiei Al Nahyan, care are sediul în Abu Dhabi, deține președinția, iar șeful familiei Al Maktoum, bazată în Dubai, deține funcția de prim-ministru. Toți prim-miniștrii, cu excepția unuia, au servit simultan ca vicepreședinți.  Guvernul federal este compus din trei ramuri:
- Legislativă: Un consiliu unicameral Consiliul Federal Suprem și Consiliul Federal Național (FNC) de tip consultativ.
- Executivă: Președintele, care este și comandant suprem al armatei, prim-ministrul și Consiliul de Miniștri.
- Judiciară: Curtea Supremă și instanțele federale inferioare.

Guvernul electronic al EAU este extensia guvernului federal al EAU în formă electronică. Consiliul de Miniștri al EAU (arabă مجلس الوزراء) este ramura executivă principală a guvernului, condusă de prim-ministru. Prim-ministrul, care este numit de Consiliul Federal Suprem, numește miniștrii. Consiliul de Miniștri este format din 22 de membri și gestionează toate afacerile interne și externe ale federației în conformitate cu legea constituțională și federală. În decembrie 2019, EAU a devenit singura țară arabă și una dintre cele cinci țări din lume care a atins paritate de gen într-un organism legislativ național, cu camera inferioară formată din 50% femei.
EAU este singura țară din lume care are un Minister al Toleranței, un Minister al Fericirii, și un Minister al Inteligenței Artificiale. EAU are, de asemenea, un minister virtual numit Ministerul Posibilităților, conceput pentru a găsi soluții la provocări și pentru a îmbunătăți calitatea vieții. EAU are, de asemenea, un Consiliul Național al Tineretului, care este reprezentat în cabinetul EAU de către Ministrul Tineretului.
Organul legislativ al EAU este Consiliul Federal Național, care organizează alegeri la nivel național la fiecare patru ani. FNC este format din 40 de membri proveniți din toate emiratele. Fiecărui emirat i se alocă un număr specific de locuri pentru a asigura o reprezentare completă. Jumătate sunt numiți de conducătorii emiratelor constituente, iar cealaltă jumătate sunt aleși. Prin lege, membrii consiliului trebuie să fie împărțiți în mod egal între bărbați și femei. FNC are un rol în mare măsură consultativ.
Emiratele Arabe Unite sunt o monarhie federală autoritară. Potrivit New York Times, EAU este „o autocrație cu aspectul unui stat progresist și modern”. EAU a fost descris ca o „autocrație tribală” în care cele șapte monarhii constituente sunt conduse de lideri tribali într-un mod autocratic. Nu există instituții alese democratic și nu există un angajament formal față de libertatea de exprimare. Potrivit organizațiilor de drepturile omului, există încălcări sistematice ale drepturilor omului, inclusiv tortura și dispariția forțată a criticilor guvernului. EAU se situează slab în indicii de libertate care măsoară libertăți civile și drepturi politice. EAU este clasificată anual ca „Nu este liberă” în raportul anual al Freedom House Libertatea în lume, care măsoară libertățile civile și drepturile politice. EAU se situează, de asemenea, slab în Indicele Libertății Presei anual al Reporteri fără frontiere. Indicele Bertelsmann de Transformare descrie EAU ca o „monarhie moderată”. Țara a fost clasată pe locul 91 din 137 de state și este mult sub media pentru dezvoltarea către o democrație. Potrivit indicelui V-Dem Democracy din anul 2023, Emiratele Arabe Unite sunt a treia țară cel mai puțin democratică din Orientul Mijlociu.

### Organizarea teritorială
Fiecare stat are propriul guvern, iar conducătorul actual al Emiratelor Arabe Unite este Mohammed bin Zayed al Nahyan. Diferențele dintre emirate sunt destul de complicate, existând multe enclave în frontierelor statelor membre.
| Harta administrativă a Emiratelor Arabe Unite |                          |               |            |                  |          |
| Emirate                                       | Limba Arabă Nume         | Capitală      | Suprafața  | Populația (2007) | Drapelul |
| Abu Dhabi                                     | أبو ظبي                  | Abu Dhabi     | 67 340 km² | 1 465 431        |          |
| Ajman                                         | عجمان                    | Ajman         | 259 km²    | 260 492          |          |
| Dubai                                         | دبي                      | Dubai         | 3 885 km²  | 1 469 330        |          |
| Fujairah                                      | الفجيرة                  | Fujairah      | 1 166 km²  | 118 933          |          |
| Ras el Jaima                                  | رأس الخيمة               | Ras el Jaima  | 1 683 km²  | 191 753          |          |
| Sharjah                                       | الشارقة                  | Sharjah       | 2 590 km²  | 656 941          |          |
| Um el Kaiwain                                 | أم القيوين               | Um el Kaiwain | 777 km²    | 59 098           |          |
| Emiratele Arabe Unite                         | الإمارات العربية المتحدة | Abu Dhabi     | 77 700     | 4 381 978        |          |

Emiratele Arabe Unite sunt compuse din șapte emirate. Emiratul Dubai este cel mai populat emirat, cu 35,6% din populația EAU. Emiratul Abu Dhabi are 31,2%, ceea ce înseamnă că peste două treimi din populația EAU trăiește fie în Abu Dhabi, fie în Dubai.
Abu Dhabi are o suprafață de 67.340 kilometri pătrați (26.000 square milei), ceea ce reprezintă 86,7% din suprafața totală a țării, excluzând insulele. Are o coastă care se întinde pe mai mult de 400 km (250 mi) și este împărțit, în scopuri administrative, în trei regiuni majore. Emiratul Dubai se întinde de-a lungul coastei Golfului Persic al EAU pe aproximativ 72 km (45 mi). Dubai are o suprafață de 3.885 kilometri pătrați (1.500 square milei), ceea ce echivalează cu 5% din suprafața totală a țării, excluzând insulele. Emiratul Sharjah se întinde pe aproximativ 16 km (10 mi) de coastă a Golfului Persic al EAU și pe mai mult de 80 km (50 mi) în interior. Emiratele din nord, care includ Fujairah, Ajman, Ras al-Khaimah și Umm al-Qaiwain, au o suprafață totală de 3.881 kilometri pătrați (1.498 square milei). Există două zone sub control comun. Una este controlată în comun de Oman și Ajman, iar cealaltă de Fujairah și Sharjah.
Există un exclav omanez înconjurat de teritoriul EAU, cunoscut sub numele de Wadi Madha. Acesta este situat la jumătatea distanței între peninsula Musandam și restul Omanului, în Emiratul Sharjah. Acoperă aproximativ 75 kilometri pătrați (29 square milei), iar granița a fost stabilită în 1969. Colțul de nord-est al Madha este cel mai apropiat de drumul Khor Fakkan-Fujairah, la doar 10 metri (33 picioare) distanță. În interiorul exclavului omanez Madha, se află un exclav al EAU numit Nahwa, care aparține tot Emiratului Sharjah. Este situat la aproximativ opt kilometri (5,0 mile) pe un drum de pământ la vest de orașul New Madha. Este format din aproximativ patruzeci de case, având propria clinică și centrală telefonică.

### Relațiile externe

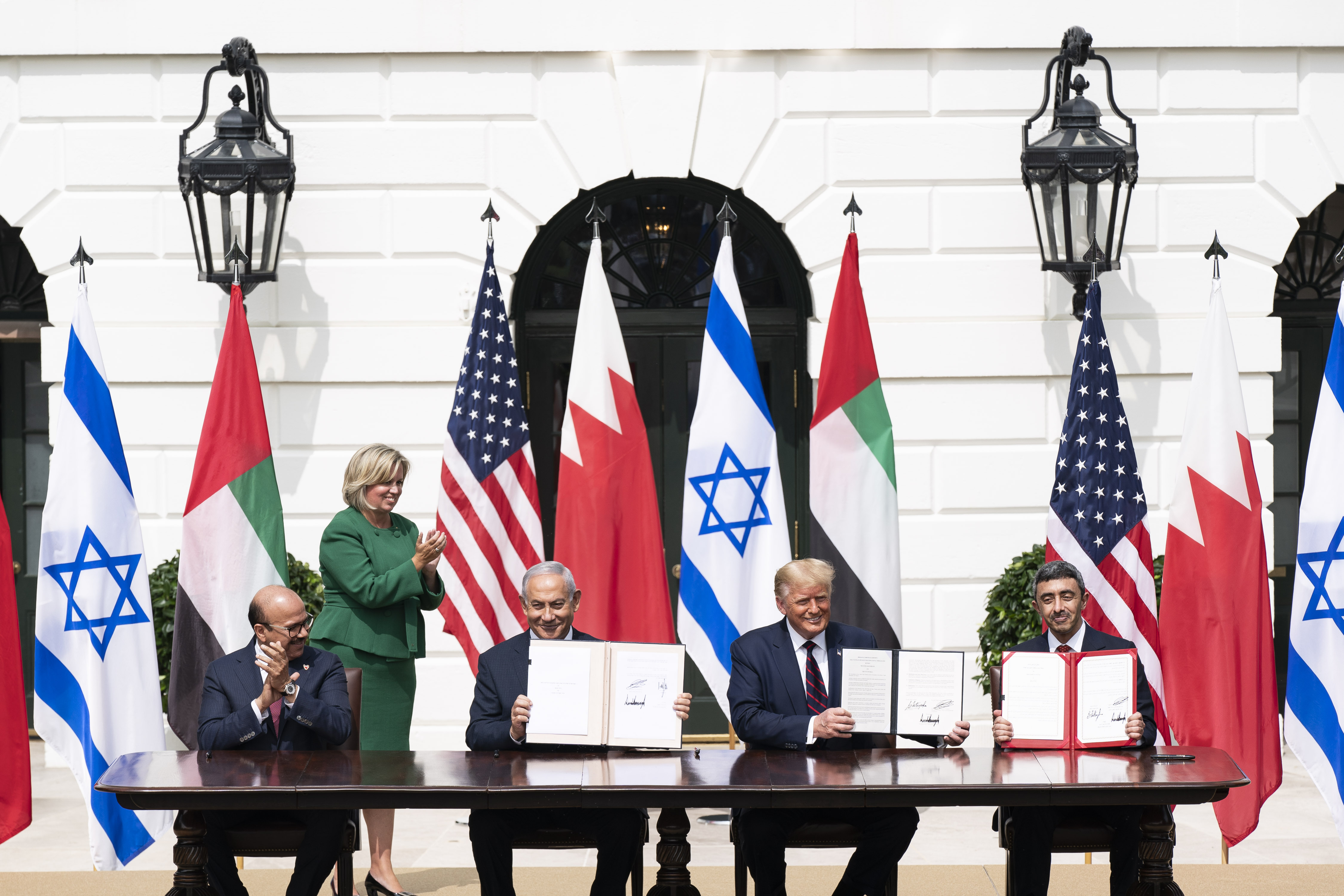
Ministrul de Externe al Emiratelor Arabe Unite, Abdullah bin Zayed Al Nahyan (cel mai din dreapta), la semnarea Acordurilor Abraham

Emiratele Arabe Unite (EAU) au relații diplomatice și comerciale extinse cu majoritatea țărilor și membrilor Națiunilor Unite. Joacă un rol important în cadrul OPEC și este unul dintre membrii fondatori ai Consiliului de Cooperare al Golfului (GCC). EAU este membru al ONU și al mai multor agenții specializate ale acesteia (ICAO, OIM, UPU, OMS, OMPI), precum și al Băncii Mondiale, FMI, Ligii Arabe, Organizația Cooperării Islamice (OCI) și Mișcării de Nealiniere. De asemenea, este observator în Organizația Internațională a Francofoniei. Majoritatea țărilor au misiuni diplomatice în capitala Abu Dhabi, în timp ce cele mai multe consulate se află în cel mai mare oraș al EAU, Dubai.
Relațiile externe ale Emiratelor Arabe Unite sunt puternic influențate de identitatea națională și de relația sa cu Lumea arabă.
Emiratele Arabe Unite au legături strânse cu Bahrain, China, Egipt, Franța, India, Iordania, Pakistan, Rusia, Arabia Saudită și Statele Unite ale Americii.
După retragerea britanică din EAU în anul 1971 și constituirea sa ca stat, Emiratele au intrat în conflict cu Iranul privind drepturile asupra a trei insule din Golful Persic: Abu Musa, Tunb-ul Mare și Tunb-ul Mic. EAU a încercat să aducă disputa în fața Curții Internaționale de Justiție, dar Iranul a refuzat această inițiativă.
Pakistan a fost prima țară care a recunoscut oficial Emiratele Arabe Unite după formarea lor.
În iunie 2017, Emiratele Arabe Unite, alături de mai multe țări din Orientul Mijlociu și Africa, au întrerupt relațiile diplomatice cu Qatar, acuzându-l de susținerea terorismului, ceea ce a dus la Criza diplomatică din Qatar. Relațiile au fost restabilite în ianuarie 2021.
În august 2020, Emiratele Arabe Unite au recunoscut oficial Israel, semnând un istoric Acord de pace Israel-Emiratele Arabe Unite, care a condus la normalizarea completă a relațiilor dintre cele două state.
În 2024, EAU s-a clasat pe locul 53 în lume conform Indicelui Global al Păcii.
Statele arabe din Golful Persic, inclusiv Emiratele Arabe Unite, și-au manifestat interesul pentru o cooperare mai strânsă cu noua conducere din Siria, încercând să promoveze o tranziție politică și să contracareze influența Turciei în regiune.
Pe data de 14 ianuarie 2025, Emiratele Arabe Unite au semnat un acord de parteneriat economic cu președintele Kenyei, William Ruto, pentru a stimula investițiile emirateze în Kenya și a crește comerțul bilateral peste 3 miliarde de dolari.
În luna februarie a anului 2025, președintele SUA, Donald Trump, a declarat că intenționează să „preia controlul” și să „dețină” Fâșia Gaza, prin strămutarea forțată a palestinienilor în Iordania și Egipt.
Țările din Golful Persic, inclusiv Emiratele Arabe Unite, s-au opus propunerii lui Trump.

### Armata
Forțele armate ale Emiratelor Arabe Unite includ 44.000 de membri activi în Armată, 2.500 de membri și 46 de nave în Marină, 4.500 de membri și 386 de aeronave în Forțele Aeriene și 12.000 de membri în Garda Prezidențială. În 2022, țara a cheltuit 20,4 miliarde USD pentru apărare, echivalentul a 4% din PIB. Emiratele Arabe Unite sunt considerate a avea cea mai capabilă armată dintre statele Golfului.
Deși inițial de dimensiuni reduse, forțele armate ale EAU au crescut semnificativ de-a lungul anilor și sunt echipate în prezent cu unele dintre cele mai moderne sisteme de armament, achiziționate din mai multe țări avansate din punct de vedere militar, în principal Franța, SUA și Regatul Unit. Majoritatea ofițerilor sunt absolvenți ai Academiei Militare Regale din Sandhurst, alții fiind instruiți la Academia Militară a Statelor Unite din West Point, Colegiul Militar Regal, Duntroon din Australia și Saint-Cyr, academia militară a Franței. Franța și SUA au jucat cele mai importante roluri strategice în ceea ce privește acordurile de cooperare în domeniul apărării și furnizarea de echipamente militare.
Unele dintre misiunile militare ale EAU includ dislocarea unui batalion de infanterie în cadrul forței ONU UNOSOM II în Somalia în anul 1993, trimiterea Batalionului 35 Infanterie Mecanizată în Kosovo, a unui regiment în Kuweit în timpul Războiul din Irak, operațiuni de deminare în Liban, participarea la Operațiunea Enduring Freedom în Afganistan, intervenția americană în Libia, Intervenția condusă de SUA în Războiul Civil din Siria și Intervenția condusă de Arabia Saudită în Yemen. Activitatea militară eficientă a Emiratelor, în ciuda numărului relativ mic de personal activ, a condus la porecla "Micul Sparta", atribuită de generali ai Forțelor Armate ale SUA și de fostul secretar al apărării al SUA, James Mattis.
Emiratele Arabe Unite au intervenit în Războiul Civil Libian (2014–prezent) în sprijinul generalului Khalifa Haftar și al Armatei Naționale Libiene împotriva guvernului recunoscut internațional, Guvernul de Acord Național.
Exemple de echipamente militare utilizate de EAU includ avioane de luptă F-16E Block 60 Desert Falcon dezvoltate împreună cu General Dynamics, tancuri personalizate Leclerc și corvete clasa Baynunah. În plus, Emiratele au început producția de echipament militar propriu prin companii precum Caracal International (arme și muniție), Nimr LLC (vehicule militare) și Emirates Defence Industries Company (vehicule aeriene fără pilot).
Cea mai mare expoziție de apărare din Orientul Mijlociu, Expoziția Internațională de Apărare (IDEX), are loc bienal la Abu Dhabi.
În 2014, Emiratele Arabe Unite au introdus serviciul militar obligatoriu pentru bărbați, cu o durată de 16 luni, pentru a extinde forțele de rezervă.
Cea mai mare pierdere de vieți din istoria militară a Emiratelor a avut loc pe data de 4 septembrie 2015, când 52 de soldați au fost uciși în zona Marib din Yemen de o rachetă OTR-21 Tochka, care a lovit un depozit de arme și a provocat o explozie majoră.

### Justiție

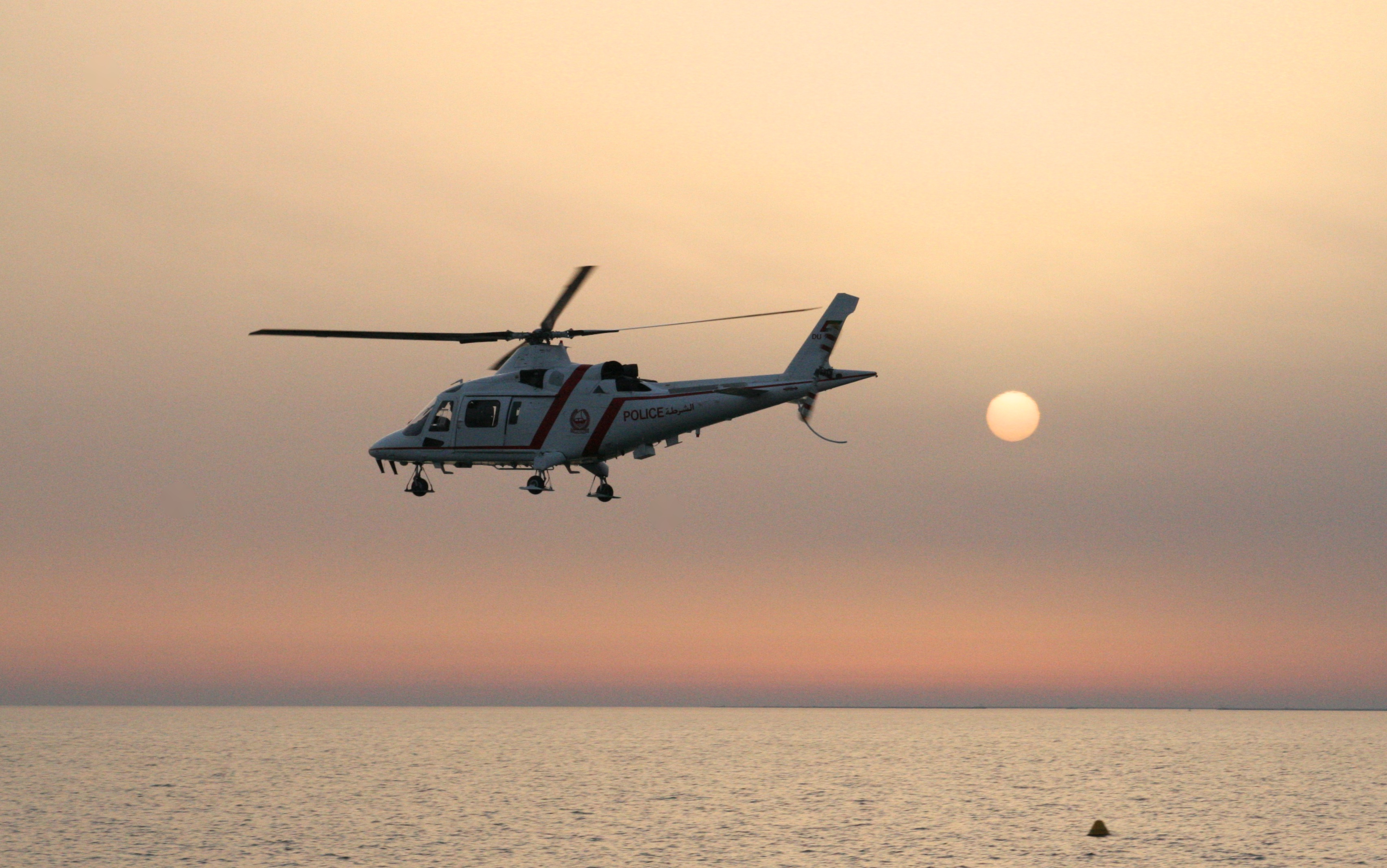
Elicopter al Poliției din Dubai zburând la apus

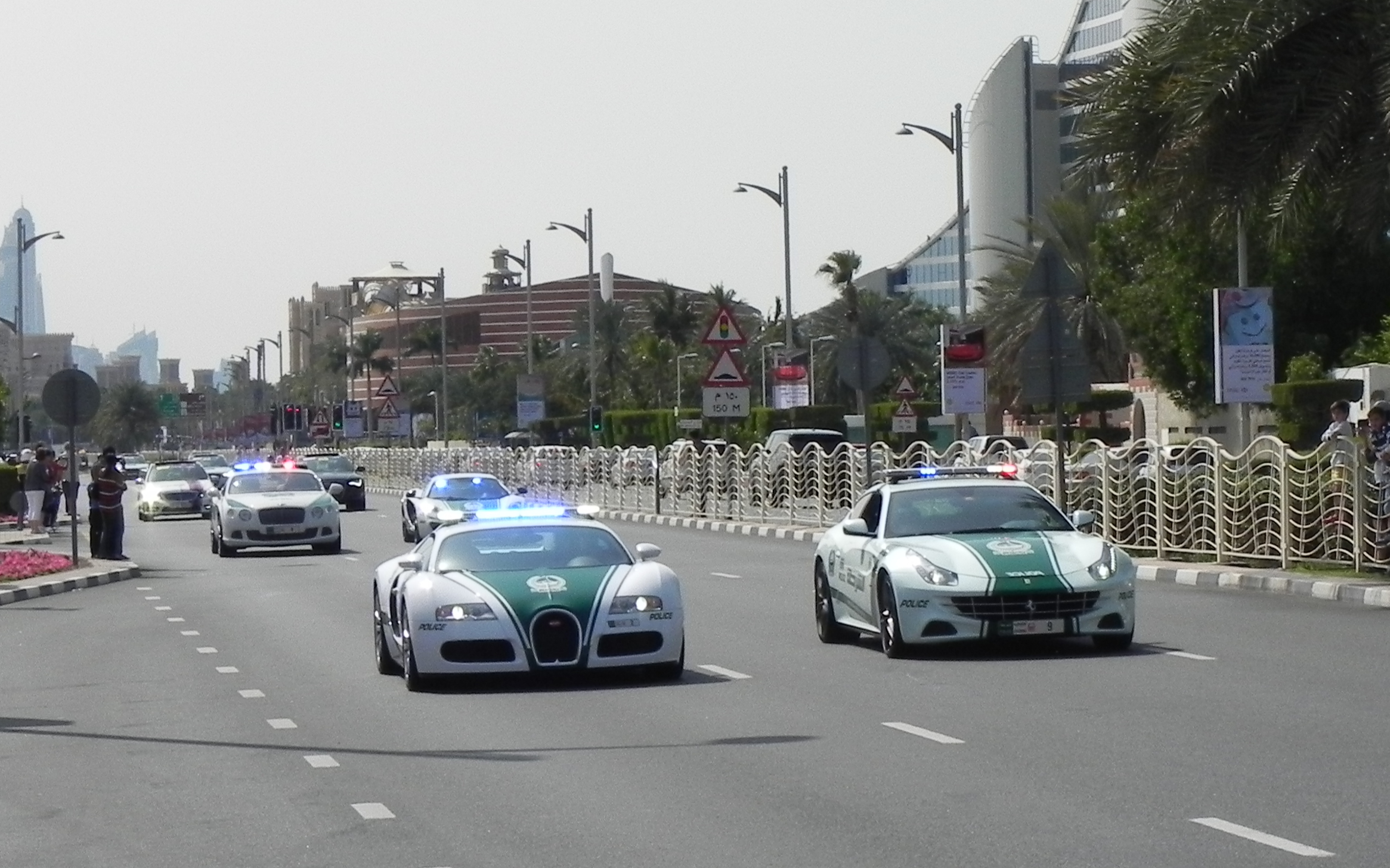
Coloană auto a Poliției din Dubai cu mașini de lux pe Jumeirah Road

Emiratele Arabe Unite au un sistem judiciar federal, iar emiratele Abu Dhabi, Dubai și Ras Al Khaimah au, de asemenea, sisteme judiciare locale. Sistemul judiciar al EAU este derivat din sistemul de drept civil și Sharia. Sistemul judiciar constă în instanțe civile și instanțe Sharia. Instanțele Sharia au competență exclusivă în materii de drept familial musulman, în timp ce instanțele civile se ocupă de toate celelalte aspecte legale. Din septembrie 2020, pedeapsa corporală nu mai este o formă legală de pedeapsă conform legii federale a EAU. Conform decretului, formele legale de pedeapsă sunt răzbunarea și plățile de „sânge”, pedeapsa capitală, închisoarea pe viață, închisoarea temporară, detenția pe termen nelimitat și amenzi. Articolul 1 din Codul Penal Federal a fost modificat în anul 2020 pentru a preciza că Legea Islamică se aplică doar la pedepsele de răzbunare și sânge; anterior, articolul preciza că „dispozițiile Legii Islamice se aplică la crimele de pedeapsă doctrinară, pedeapsă punitivă și sânge”. Înainte de anul 2020, biciuirea, lapidarea, amputarea și răstignirea erau, tehnic, pedepse legale pentru infracțiuni precum adulterul, relațiile sexuale premaritale și consumul de droguri sau alcool. În istoria recentă, EAU și-a declarat intenția de a trece la un cod legal mai tolerant și de a elimina treptat pedeapsa corporală în favoarea pedepselor private. Odată cu relaxarea legilor privind alcoolul și conviețuirea înainte de Expoziția Mondială din 2020, legile emiratene au devenit din ce în ce mai acceptabile pentru vizitatorii din țări nemusulmane.
Instanțele Sharia au competență exclusivă în materii de drept familial musulman, cum ar fi căsătoria, divorțul, custodia copiilor și moștenirea. Femeile musulmane trebuie să primească acordul unui tutore masculin pentru a se căsători și recăsători. Această cerință este derivată din Sharia și este lege federală din 2005. Este ilegal pentru femeile musulmane să se căsătorească cu non-musulmani și este pedepsită de lege. Expatriații non-musulmani erau supuși deciziilor Sharia în materii de căsătorie, divorț, custodie a copiilor și moștenire, însă legea federală a fost modificată pentru a introduce un drept personal non-Sharia pentru non-musulmani. Recent, emiratul Abu Dhabi a deschis o instanță de drept civil pentru non-musulmani, iar Dubai a anunțat că non-musulmanii pot opta pentru căsătorii civile.
Apostazia este, tehnic, o infracțiune capitală în EAU, însă nu există cazuri documentate de apostazi executați. Blasfemia este ilegală; expatriații implicați în insultele aduse islamului pot fi deportați.
Sodomia este ilegală și este pedepsită cu o închisoare de minim 6 luni sau o amendă sau ambele, dar legea nu se aplică „decât pe baza unei plângeri din partea soțului sau a tutorelui legal”, însă pedeapsa poate fi suspendată dacă plângerea este retrasă. Conform legii din 2021, dacă bărbații și femeile au relații sexuale în afara căsătoriei, actul este pedepsit cu cel puțin șase luni de închisoare.
În ambele cazuri, infracțiunile pot fi urmărite doar pe baza unei plângeri depuse de soț sau tutorele bărbat. În anul 2013, un bărbat din Emirate a fost judecat pentru acuzația de "strângere de mână homosexuală".
Din cauza obiceiurilor locale, manifestările publice de afecțiune în anumite locuri publice sunt ilegale și pot duce la deportare, dar ținerea de mâini este tolerată. Expatriații din Dubai au fost deportați pentru săruturi în public. În mai multe cazuri, instanțele din Emiratele Arabe Unite au încarcerat femei care au raportat violuri. Legea federală din Emiratele Arabe Unite interzice folosirea limbajului vulgar pe rețelele sociale. Dansul în public este ilegal în Emiratele Arabe Unite. În luna noiembrie a anului 2020, Emiratele Arabe Unite au anunțat că au decriminalizat alcoolul, au ridicat interdicția ca perechile necăsătorite să locuiască împreună și au înlăturat pedeapsa ușoară pentru crima de onoare. Străinii care trăiesc în Emirate au fost lăsați să urmeze legile propriei țări în materie de divorț și moștenire.
În ciuda legilor Sharia care restricționează jocurile de noroc și aparatele de joc în Emiratele Arabe Unite, țara a acordat primul său licență de operator comercial de jocuri de noroc către Wynn Resorts, care dezvolta un complex de lux, incluzând un cazinou de 224.000 sq ft (20.800 m2), pe Al Marjan Island din Ras Al Khaimah. În septembrie 2023, Emiratele Arabe Unite au înființat Autoritatea Generală de Reglementare a Jocurilor Comerciale (GCGRA), indicând planurile lor de a legaliza jocurile de noroc. GCGRA a conturat un cadru cuprinzător care include licențe pentru cazinouri, aparate de joc și mese de poker, precum și Loterii, jocuri online, și pariu pe sporturi. GCGRA pune accent pe jocurile responsabile, solicitând operatorilor să implementeze programe de jocuri socialmente responsabile și să treacă prin audituri la fiecare doi ani. Aceste programe includ educație pentru jucători, marketing responsabil, instruirea angajaților și planuri de evaluare pentru a măsura eficiența acestora. Operatorii de jocuri trebuie să aibă o "entitate internă calificată" în Emirate, definită ca orice companie din EAU cu operațiuni de afaceri substanțiale în jurisdicție. GCGRA mai solicită instrumente de management pentru jucători, inclusiv limite de depunere și perioade de răcire pentru jocurile online.
Prima licență de loterie a fost acordată companiei The Game LLC, operând sub bannerul 'UAE Lottery'. Această mișcare a înlocuit operatorii de loterie existenți precum Mahzooz și Big Ticket, care nu mai au permisiunea legală de a oferi serviciile lor. Jucătorii sunt obligați să se angajeze doar cu operatorii de jocuri licențiați pentru a evita penalitățile severe. Reglementările specifică de asemenea că operatorii trebuie să permită jucătorilor să se restricționeze de pe platformele de jocuri online pentru o perioadă de cel puțin 72 de ore la cerere. Acesta este un pas important pentru a asigura un mediu de joc responsabil și sigur în Emiratele Arabe Unite.
Mutarea Emiratelor Arabe Unite de a legaliza jocurile de noroc este văzută ca un pas strategic pentru a îmbunătăți sectorul turismului și divertismentului, profitând de infrastructura existentă și de mediul de afaceri favorabil. Se preconizează că acest dezvoltament va atrage operatori de jocuri mari și va contribui semnificativ la economia țării.
Țara nu are legi formale privind jocurile de noroc, iar prin urmare, detaliile proiectului cazinoului nu au fost făcute publice în întregime. Cetățenii locali nu au permisiunea de a participa la jocuri de noroc, care rămân un tabu legal și cultural.

### Drepturile omului
Aparatul de securitate al statului din EAU a fost acuzat de abuzuri asupra drepturilor omului, inclusiv dispariții forțate, arestări arbitrare și tortură. Raportul anual Freedom House privind Libertatea în lume a inclus Emiratele Arabe Unite la categoria "Nu este liber" în fiecare an din 1999, primul an pentru care există înregistrări disponibile pe site-ul lor. Libertatea de asociere este, de asemenea, sever restricționată. Asociațiile și ONG-urile sunt obligate să se înregistreze la guvern; cu toate acestea, 20 de grupuri non-politice au operat în țară fără înregistrare. Toate asociațiile trebuie să fie supuse unor reguli de cenzură, iar toate publicațiile trebuie să fie aprobate mai întâi de guvern. În Raportul său anual din 2013, Amnesty International a criticat istoricul slab al Emiratelor Arabe Unite în materie de drepturile omului, subliniind restricțiile libertății de exprimare și de adunare, utilizarea arestării arbitrare și torturii, precum și utilizarea pedepsei cu moartea.
Emiratele Arabe Unite au scăpat de Primăvara Arabă; și, din 2011, organizațiile pentru drepturile omului susțin că guvernul a intensificat practicile de dispariții forțate. Organizația Arabă pentru Drepturile Omului a obținut mărturii de la acuzați care au susținut că au fost răpiți, torturați și abuzați în centrele de detenție; aceștia au raportat 16 metode de tortură, inclusiv bătăi, amenințări cu electrocutarea și refuzul îngrijirii medicale. Măsuri represive, inclusiv deportarea, au fost aplicate străinilor pe baza acuzațiilor de încercări de destabilizare a țării. Problema abuzului sexual în rândul femeilor muncitoare domestice este o altă zonă de îngrijorare, mai ales având în vedere că servitorii domestici nu sunt acoperiți de legislația muncii a EAU din anul 1980 sau de proiectul de lege a muncii din anul 2007. Proiectele de protest ale muncitorilor au fost suprimate, iar protestatarii au fost încarcerați fără proces corect.
Amnesty International a raportat că bărbați din Qatar au fost răpiți de guvernul EAU și se presupune că informațiile despre soarta acestora au fost reținute de familiile lor. Conform unor organizații, peste 4.000 de expatriați șiiți au fost deportați din EAU; inclusiv familii de șiiți libanezi pentru presupusele lor simpatii față de Hezbollah. De asemenea, 15 membri ai grupului islamic Al Islah au fost reținuți în temeiul acuzațiilor de terorism.

#### Muncitori migranți

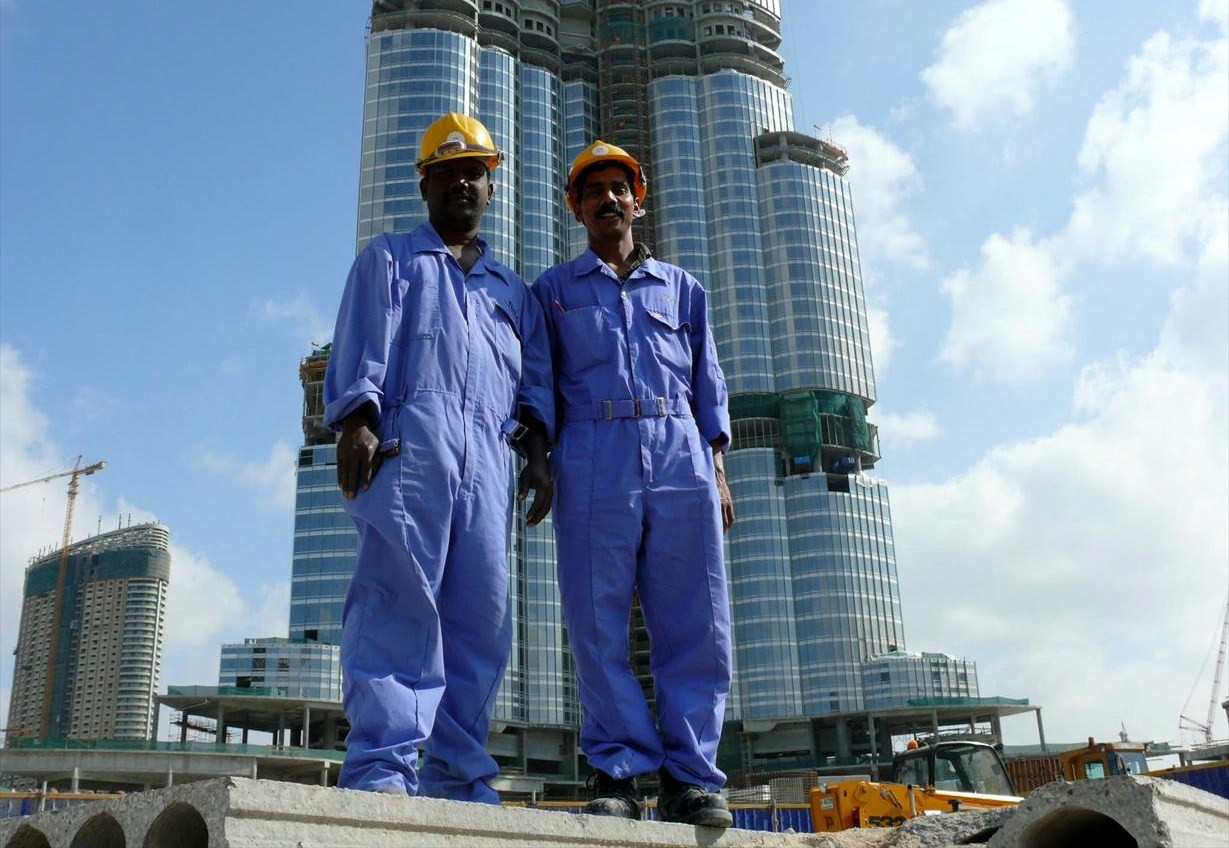
Doi muncitori necalificați din Asia de Sud pozând cu Burj Khalifa pe fundal

Muncitorii migranți din EAU nu au voie să adere la sindicate sau să facă grevă. Cei care protestează riscă închisoarea și deportarea,  așa cum s-a întâmplat în 2014, când zeci de muncitori au fost deportați pentru grevă. Confederația Internațională a Sindicatelor a cerut ONU să investigheze dovezile conform cărora mii de muncitori migranți din EAU sunt tratați ca sclavi.
În anul 2019, o investigație realizată de The Guardian a dezvăluit că mii de muncitori migranți angajați pe proiecte de infrastructură pentru Expo 2020 din EAU lucrau în condiții nesigure. Unii erau expuși unor riscuri fatale din cauza problemelor cardiovasculare. Orele lungi petrecute la soare îi făceau vulnerabili la insolație.
Un raport din ianuarie 2020 a evidențiat exploatarea muncitorilor indieni de către angajatorii din EAU, care îi recrutau cu vize turistice, mai ușor și mai ieftin de obținut decât permisele de muncă. Acești muncitori migranți deveneau vulnerabili la abuzuri la locul de muncă, temându-se să raporteze exploatarea din cauza statutului lor ilegal.

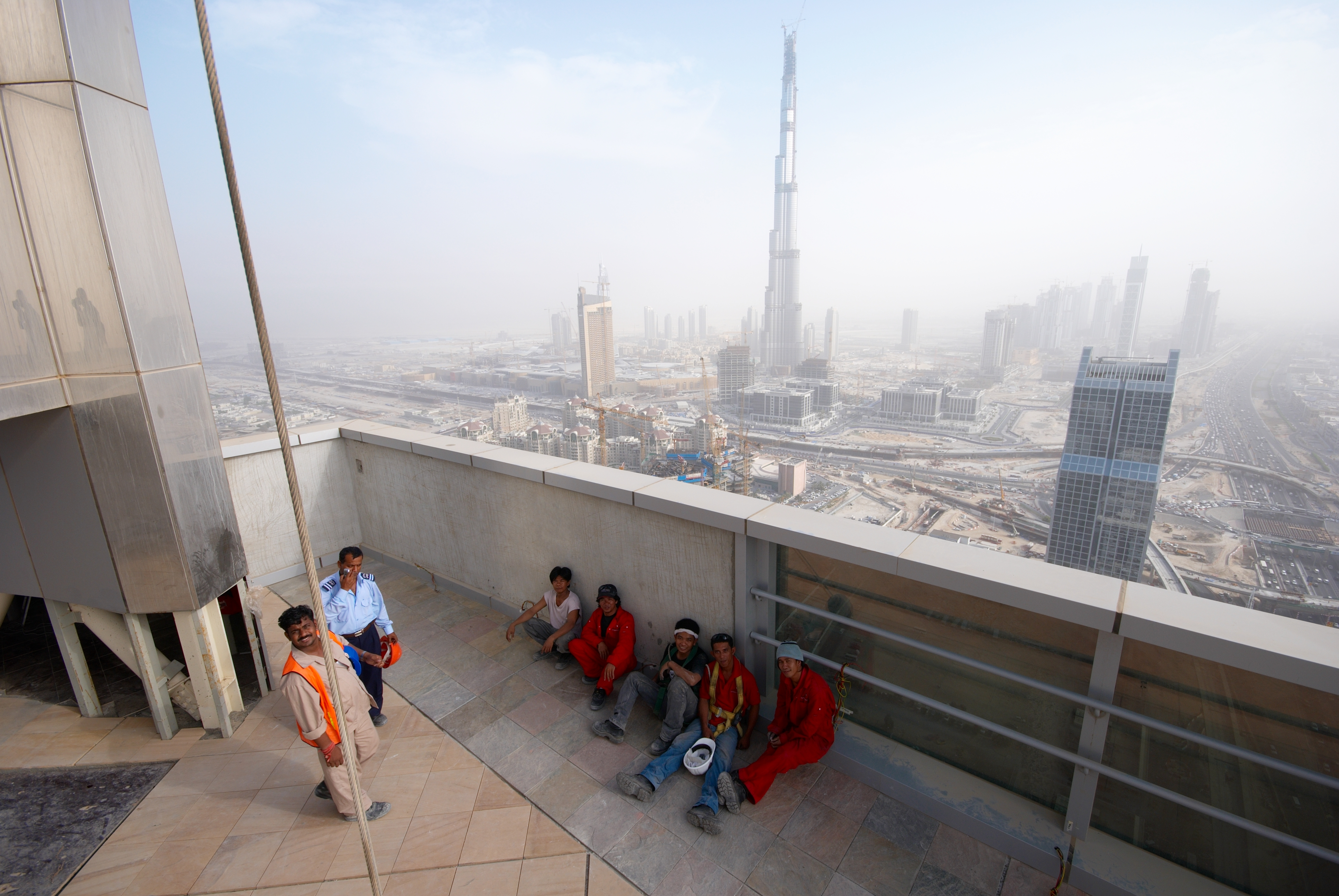
Muncitori din Dubai luând o pauză de masă

La data de 22 iulie 2020, Reuters a raportat că grupurile pentru drepturile omului au constatat o deteriorare a condițiilor muncitorilor migranți din cauza pandemiei de COVID-19. Mulți s-au îndatorat și au ajuns să depindă de organizații caritabile. Raportul a menționat întârzieri salariale, concedieri, condiții de locuit supraaglomerate și probleme legate de îngrijirea medicală și concediul medical.
Pe data de 9 octombrie 2020, The Telegraph a raportat că mulți muncitori migranți au fost abandonați după ce și-au pierdut locurile de muncă în urma crizei economice generate de COVID-19.

### Politica de mediu
Țara este un important producător de petrol și gaze. Consumul de energie per capita este de aproximativ 370 Gigajoule. Emisiile de dioxid de carbon per capita ale EAU sunt ridicate, ocupând locul șase la nivel global. Recent, țara a făcut eforturi pentru a deveni mai sustenabilă. Acestea includ:
- Stabilirea unui obiectiv de reducere a emisiilor GES cu 31% comparativ cu scenariul de referință până în 2030 și atingerea obiectivului de zero emisii nete până în 2050.

- Lansarea unui program pentru a face cele trei sectoare cu cele mai mari emisii cu 40% mai eficiente energetic.

- Implementarea unor programe legate de Clădiri verzi. Modernizarea a 30.000 de clădiri ar trebui să reducă emisiile cu 1 milion de tone.

- Promovarea Transportului public și al altor măsuri similare.

Conform surselor oficiale, în Dubai, „procentul transportului în comun în mobilitatea populației a crescut de la 6% în 2006 la 20,61% în 2022.” Împreună cu SUA, țara a investit 17 miliarde de dolari în Agricultură durabilă.

## Economie
Emiratele Arabe Unite s-au dezvoltat de la o alăturare de triburi beduine la unul dintre cele mai bogate state ale lumii în doar aproximativ 50 de ani, având una dintre cele mai ridicate valori ale PIB-ului (PPC) pe cap de locuitor din lume. Creșterea economică a fost impresionantă și constantă de-a lungul istoriei acestei tinere confederații de emirate, cu doar scurte perioade de recesiune, de exemplu, în anii crizei financiare și economice globale din 2008–09, și câțiva ani mai variați începând din 2015 și persistând până în 2019. Între 2000 și 2018, creșterea medie reală a produsului intern brut (PIB) a fost de aproape 4%.
Este a doua cea mai mare economie din CCG (după Arabia Saudită), cu un produs intern brut nominal (PIB) de 414,2 miliarde USD și un PIB real de 392,8 miliarde USD constante din 2010 în 2018.
De la independența sa în anul 1971, economia EAU a crescut de aproape 231 de ori, ajungând la 1,45 trilioane AED în 2013. Comerțul non-petrolier a crescut la 1,2 trilioane AED, o creștere de aproximativ 28 de ori între 1981 și 2012. Susținută de a șaptea cea mai mare rezervă de petrol din lume și ajutată de investiții prudente, cuplate cu un angajament hotărât față de liberalismul economic și o supraveghere guvernamentală puternică, EAU a înregistrat o creștere a PIB-ului real de mai mult de trei ori în ultimele patru decenii. În prezent, EAU se numără printre cele mai bogate țări la nivel global, cu PIB pe cap de locuitor cu aproape 80% mai mare decât media OCDE.
La fel de impresionantă precum a fost creșterea economică în EAU, populația totală a crescut de la aproximativ 550.000 în 1975 la aproape 10 milioane în 2018. Această creștere se datorează în principal afluxului de muncitori străini în țară, făcând ca populația națională să fie o minoritate.
EAU prezintă un sistem unic al pieței muncii, în care rezidența în EAU este condiționată de reguli stricte de viză. Acest sistem este un avantaj major în termeni de stabilitate macroeconomică, deoarece oferta de muncă se ajustează rapid la cerere pe parcursul ciclurilor economice. Acest lucru permite guvernului să mențină șomajul în țară la un nivel foarte scăzut, de mai puțin de 3%, și oferă, de asemenea, guvernului mai multă libertate în ceea ce privește politicile macroeconomice – unde alte guverne trebuie adesea să facă compromisuri între combaterea șomajului și combaterea inflației.
Între 2014 și 2018, sectoarele de cazare și alimentație, educație, informații și comunicații, arte și recreere și imobiliare au avut o creștere peste medie, în timp ce sectoarele de construcții, logistică, servicii profesionale, publice și petrol și gaze au avut o creștere sub medie.
În ceea ce privește competitivitatea, în iunie 2024 s-a raportat că EAU a urcat trei locuri, ajungând pe locul 7 între primele 10 țări în Clasamentul mondial al competitivității IMD. Acest clasament este emis de Centrul de Competitivitate Mondială al Institutului pentru Dezvoltare Managerială (IMD) din Elveția.

### Afaceri și finanțe

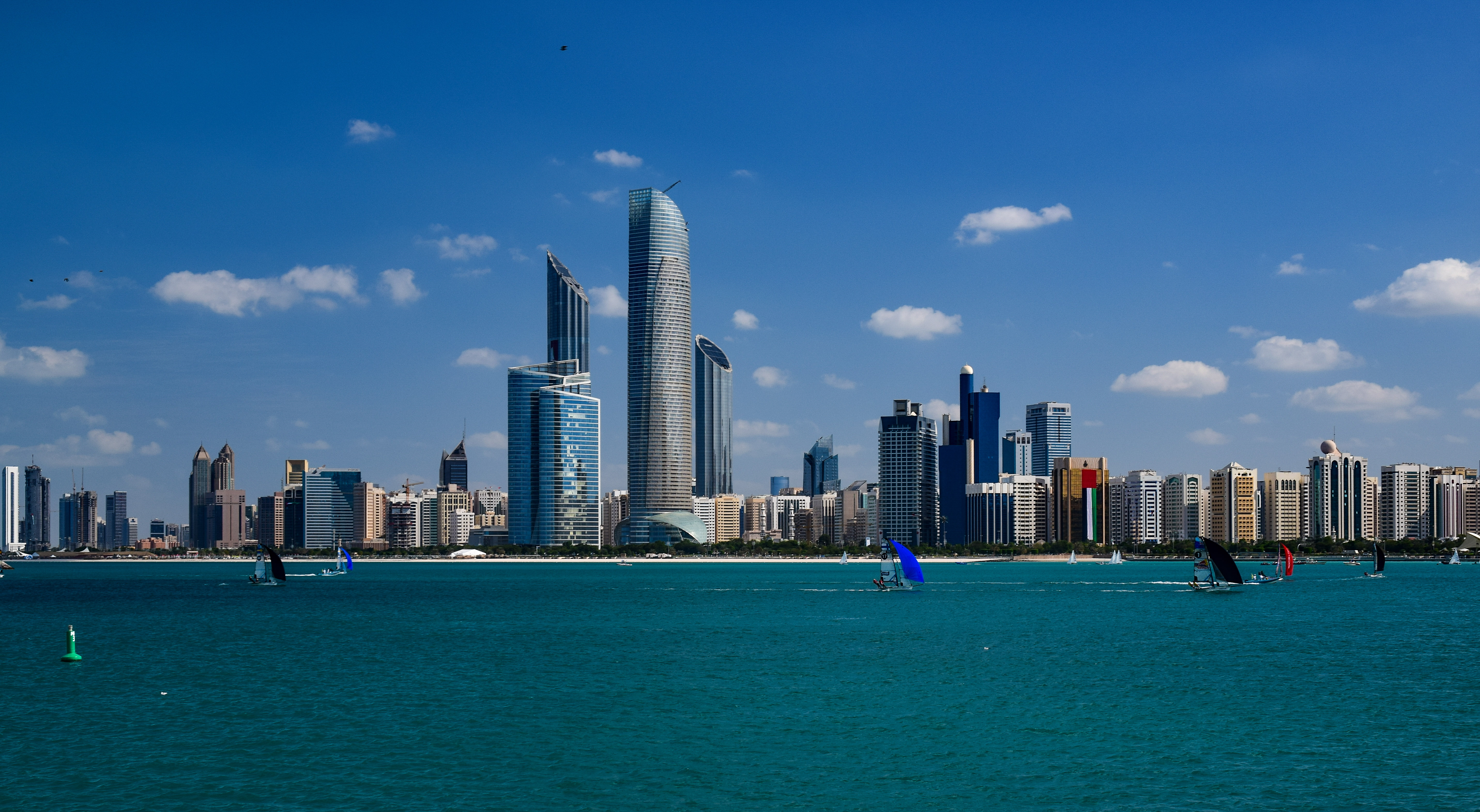
Lineara cerului din Abu Dhabi

Emiratele Arabe Unite (EAU) sunt clasate pe locul 26 în lume ca cel mai bun loc pentru a face afaceri, conform Raportului Doing Business 2017 publicat de Grupul Băncii Mondiale. EAU se află în topul mai multor indici globale, cum ar fi Indicele Global de Competitivitate (GCI) al Forumului Economic Mondial (WEF), Raportul Global al Fericirii (WHR) și pe locul 32 în Indicele Global de Inovație din 2024. Economist Intelligence Unit (EIU) acordă EAU locul doi regional în ceea ce privește mediul de afaceri și locul 22 la nivel mondial. Conform Sondajului Tineretului Arab din 2018, EAU este considerat cel mai bun stat arab în domenii precum calitatea vieții, siguranța, oportunitățile economice și începerea unei afaceri, servind ca model pentru alte state.
Punctele slabe rămân nivelul educației în rândul populației EAU, limitările din piețele financiare și ale forței de muncă, barierele comerciale și unele reglementări care împiedică dinamismul afacerilor. Principala provocare pentru țară rămâne transformarea investițiilor și a condițiilor favorabile în inovație și rezultate creative.
Legile EAU nu permit existența sindicatelor. Dreptul la negociere colectivă și dreptul la grevă nu sunt recunoscute, iar Ministerul Muncii are puterea de a forța muncitorii să se întoarcă la lucru. Lucrătorii migranți care participă la greve pot avea permisele de muncă anulate și pot fi deportați. În consecință, există foarte puține legi anti-discriminare în ceea ce privește problemele muncii, emiratenii – și alți arabi din Consiliul de Cooperare al Statelor Arabe din Golf (GCC) – fiind preferați pentru locurile de muncă din sectorul public, în ciuda unor calificări mai slabe și a unei motivații mai scăzute. De fapt, peste optzeci la sută dintre lucrătorii emirateni dețin posturi în sectorul public, iar mulți dintre ceilalți lucrează în întreprinderi de stat, cum ar fi Emirates Airlines și Dubai Properties. Statele occidentale, inclusiv Regatul Unit, au fost avertizate de ministrul comerțului emiratean, Thani bin Ahmed Al Zeyoudi, să păstreze politica separată de comerț și economie, deoarece diluează obiectivele principale ale acordurilor. În 2023, Al Zeyoudi a indicat că aceste țări ar trebui să „reducă tonul” în ceea ce privește prevederile privind drepturile omului și ale muncitorilor din acordurile comerciale, pentru a obține un acces mai mare pe piață și oportunități de afaceri.
Politica monetară a EAU se concentrează pe stabilitate și predictibilitate. Banca Centrală a Emiratelor Arabe Unite (CBUAE) menține o legătură cu dolarul american (USD) și ajustează ratele dobânzilor apropiate de Rata Fondurilor Federale.
Conform Fitch Ratings, scăderea sectorului imobiliar duce la riscuri de deteriorare progresivă a calității activelor deținute de băncile din EAU, ceea ce ar putea duce la perioade mai dificile pentru economie. Deși, comparativ cu sectorul retail și imobiliar, băncile din EAU s-au descurcat bine. Creșterea ratelor dobânzilor în SUA din 2016 – pe care moneda EAU o urmează – a stimulat profitabilitatea. Cu toate acestea, probabilitatea scăderii ratelor dobânzilor și creșterea costurilor de provizionare pentru împrumuturile neperformante indică perioade dificile pentru economie.

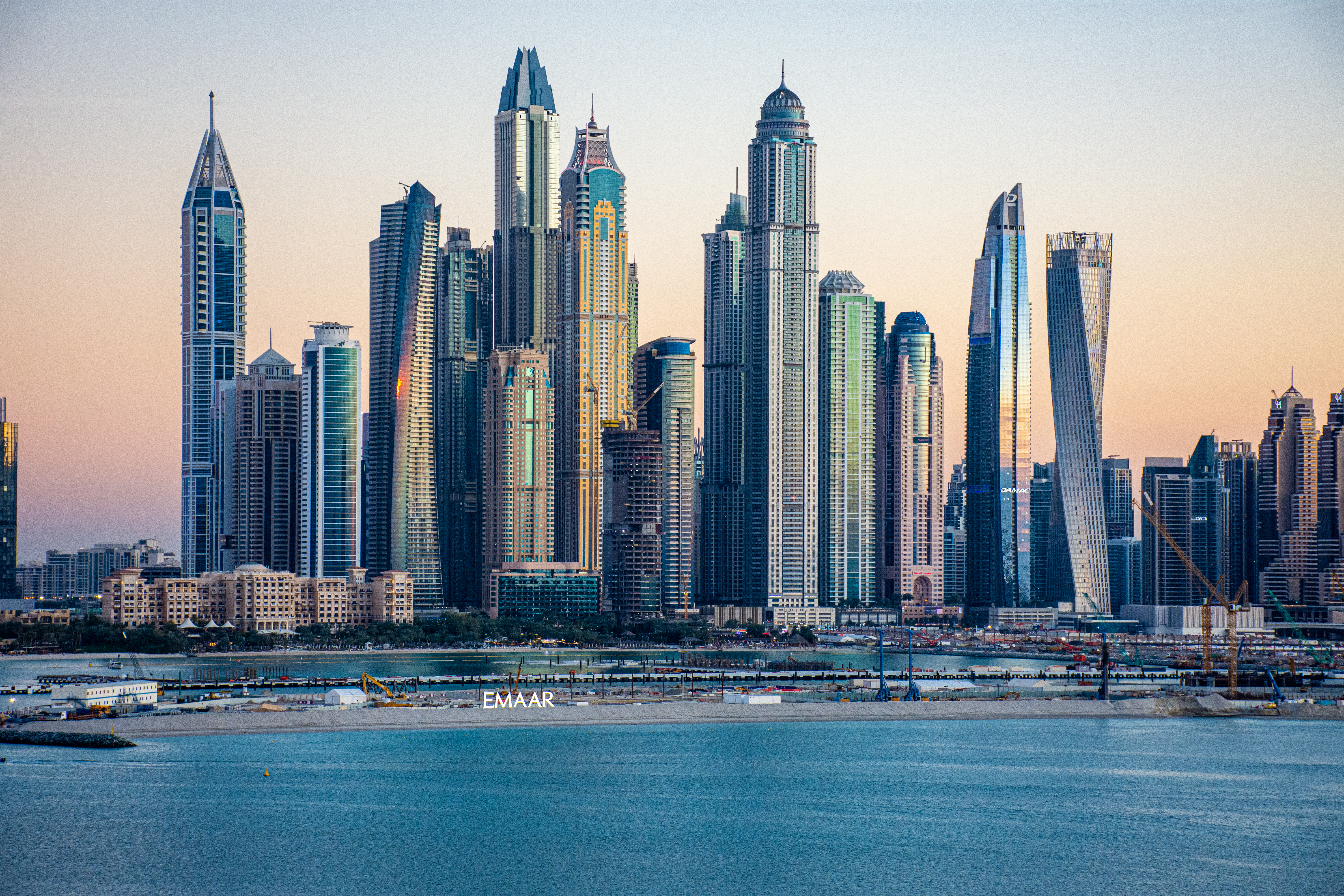
Lineara cerului din Dubai Marina

Din 2015, creșterea economică a fost mai mixtă din cauza unor factori care au afectat atât cererea, cât și oferta. În 2017 și 2018, creșterea a fost pozitivă, dar la un nivel scăzut de 0,8%, respectiv 1,4%. Pentru a sprijini economia, guvernul urmează o politică fiscală expansionistă. Cu toate acestea, efectele acestei politici sunt parțial compensate de politica monetară, care a fost contractionistă. Dacă nu ar fi fost pentru stimulentul fiscal din 2018, economia EAU ar fi probabil intrat în contracție în acel an. Unul dintre factorii responsabili pentru creșterea mai lentă a fost criza de credit, cauzată, printre altele, de ratele dobânzilor mai mari. Datoria guvernamentală a rămas la un nivel scăzut, în ciuda unor deficite mari în ultimii ani. Riscurile legate de datoria guvernamentală rămân scăzute. Inflația a crescut în 2017 și 2018. Factorii care au contribuit au fost introducerea unei taxe pe valoarea adăugată (TVA) de 5% în 2018, precum și prețurile mai mari ale mărfurilor. În ciuda politicii fiscale expansioniste a guvernului și a unei economii în creștere în 2018 și la începutul anului 2019, prețurile au scăzut la sfârșitul anului 2018 și în 2019 din cauza supraofertei în unele sectoare importante pentru prețurile consumatorilor.
EAU are un sistem fiscal atractiv pentru companii și persoane fizice bogate, ceea ce îl face o destinație preferată pentru companiile care caută evitarea fiscală. ONG-ul Tax Justice Network le plasează în 2021 în grupul celor zece cele mai mari paradisuri fiscale. În 2023, sistemul juridic al EAU a fost subiectul unei anchete internaționale, deoarece Membrii Parlamentului Regatului Unit au deschis o anchetă privind tratamentul directorilor de afaceri străini în țară, în cazul acuzațiilor de încălcare a legii.
Anul 2024 va fi al treilea an consecutiv în care EAU ocupă primul loc ca principal magnet de bogăție din lume, deoarece 6.700 de migranți bogați urmează să se mute în țară.

### TVA
Guvernul Emiratelor Arabe Unite a implementat taxa pe valoarea adăugată (TVA) în țară începând cu 1 ianuarie 2018, la o cotă standard de 5%.
Deși guvernul poate ajusta în continuare structura exactă a TVA-ului, este puțin probabil ca noi taxe să fie introduse în viitorul apropiat. Taxe suplimentare ar afecta unul dintre principalele avantaje pentru care companiile aleg să opereze în Emiratele Arabe Unite și ar pune o povară grea asupra economiei.

### Energie

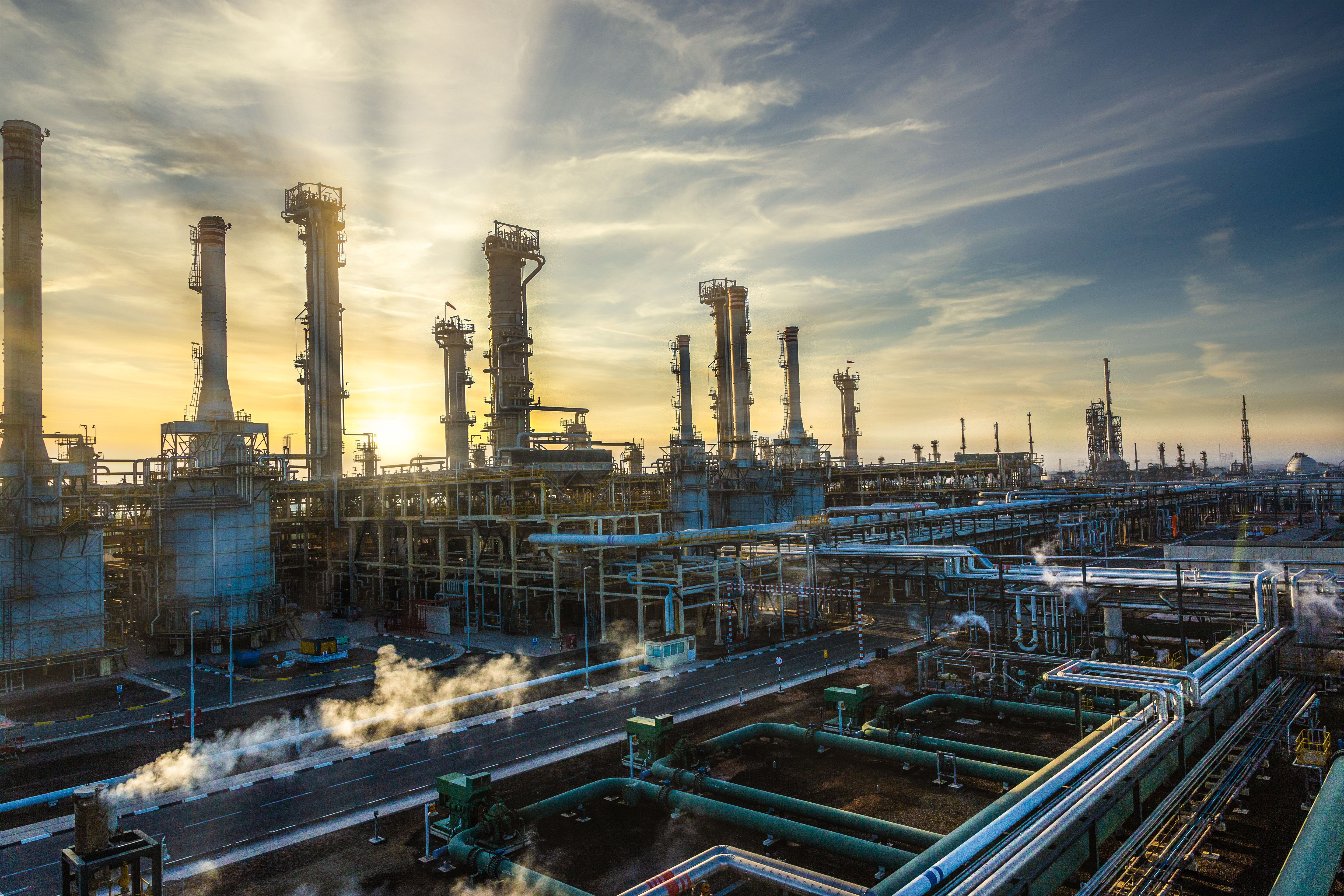
Ruwais Refinery este a patra cea mai mare rafinărie de petrol din lume aflată pe un singur amplasament și cea mai mare din Orientul Mijlociu.

Producția de petrol și gaze este o parte importantă a economiei Emiratelor Arabe Unite. În 2018, sectorul petrolier și al gazelor a contribuit cu 26% la PIB-ul total. Conducerea EAU a inițiat eforturi de diversificare economică chiar înainte de prăbușirea prețului petrolului în anii 1980, ceea ce a dus la faptul că Emiratele au cea mai diversificată economie din regiunea Orientului Mijlociu și a Africii de Nord (MENA) în prezent. Deși sectorul petrolier și al gazelor rămâne semnificativ pentru economia EAU, aceste eforturi au asigurat o mare rezistență în perioadele de fluctuații ale prețului petrolului și turbulențe economice. Introducerea TVA-ului a oferit guvernului o sursă suplimentară de venit – aproximativ 6% din venitul total în 2018, echivalentul a 27 de miliarde de dirhami EAU (AED) – oferind politicii fiscale mai multă independență față de veniturile din petrol și gaze, care constituie aproximativ 36% din venitul total al guvernului.
Centrala nucleară Barakah este prima de pe peninsula arabică și se estimează că va reduce amprenta de carbon a țării.
EAU are un potențial ridicat pentru generarea de energie solară, iar politica energetică s-a schimbat datorită scăderii prețului energiei solare. Strategia de Energie Curată a Dubaiului vizează asigurarea a 7% din energia orașului din surse regenerabile până în 2020, cu o creștere la 25% până în anul 2030 și 75% până în anul 2050.
În anul 2023, ADNOC și CEO-ul său, Sultan Al Jaber, au încheiat cel puțin 20 de acorduri de afaceri în valoare de aproape 100 de miliarde de dolari. Compania petrolieră de stat a fost acuzată că a exploatat președinția EAU la COP28 pentru a urmări acorduri în domeniul petrolului și gazelor. Conform unor documente scurse, echipa lui Al Jaber a vizat 16 națiuni pentru a face lobby asupra firmelor, delegaților sau miniștrilor pentru astfel de înțelegeri. ADNOC a căutat parteneriate cu companii din 12 țări, inclusiv 11 dintre cele 16 națiuni vizate. Al Jaber și oficialii seniori ai ADNOC au discutat deschis acordurile. Echipele organizatoare ale COP28 au fost excluse din întâlniri și înlocuite de oficiali ADNOC, lăsând un grup restrâns care a încheiat acordurile.

### Turism
Turismul acționează ca un sector de creștere pentru întreaga economie a EAU. Dubai este principala destinație turistică din Orientul Mijlociu. Conform indicelui anual MasterCard Global Destination Cities, Dubai este a cincea cea mai populară destinație turistică din lume. Dubai deține 66% din economia turistică a EAU, în timp ce Abu Dhabi are 16%, iar Sharjah 10%. În anul 2013, Dubai a primit 10 milioane de turiști.
EAU dispune de cea mai avansată și dezvoltată infrastructură din regiune. Din anii 1980, EAU a investit miliarde de dolari în infrastructură. Aceste dezvoltări sunt evidente în special în marile emirate Abu Dhabi și Dubai. Emiratele nordice urmează rapid acest exemplu, oferind stimulente majore pentru dezvoltatorii de proprietăți rezidențiale și comerciale.
Cheltuielile cu turismul de intrare în EAU pentru anul 2019 au reprezentat 118,6% din cheltuielile cu turismul de ieșire. Începând cu data de 6 ianuarie 2020, vizele turistice pentru Emiratele Arabe Unite sunt valabile timp de cinci ani. Se estimează că industria turismului și călătoriilor va contribui cu aproximativ 280,6 miliarde de dirhami EAU la PIB-ul țării până în 2028.
Principalele atracții turistice ale țării includ faimosul Burj Khalifa din Dubai, cel mai înalt turn din lume; arhipelagul The World și Palm Jumeirah, de asemenea în Dubai; Marea Moschee Sheikh Zayed și Circuitul Yas Marina în Abu Dhabi; Munții Al Hajar în Fujairah. Caracterul unic al vieții deșertice din țară, în special cultura beduină, contribuie, de asemenea, la industria turistică a Emiratelor.

### Sistemul de Transport
Aeroportul Internațional Dubai a devenit cel mai aglomerat aeroport din lume în ceea ce privește traficul internațional de pasageri în 2014, depășind Heathrow din Londra. Aeroportul Internațional Abu Dhabi este al doilea cel mai mare aeroport din EAU. Pe 28 aprilie 2024, s-a anunțat extinderea Aeroportului Al Maktoum, ceea ce va duce la închiderea Aeroportului Internațional Dubai după finalizarea lucrărilor.

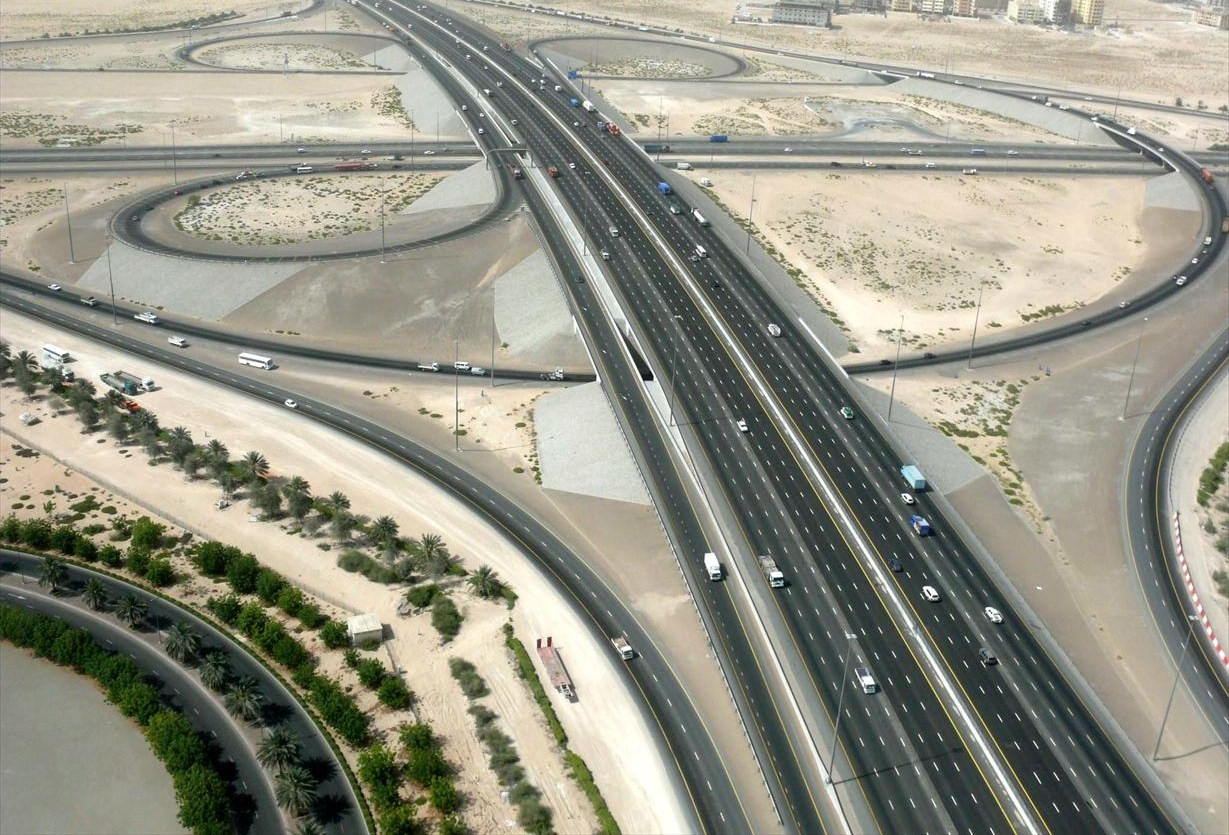
E 311, un drum principal în EAU

Abu Dhabi, Dubai, Sharjah, Ajman, Umm Al Quwain și Ras Al Khaimah sunt conectate prin autostrada E11, cea mai lungă din EAU. În Dubai, pe lângă Metroul Dubai, există și Tramvaiul Dubai și Monorail Palm Jumeirah, care deservesc anumite zone ale orașului. De asemenea, există o rețea de autobuze, taxiuri, abra (bărci tradiționale) și taxiuri pe apă operate de RTA. T1, un sistem de tramvaie etajate din Downtown Dubai, a fost operațional între 2015 și 2019.
Salik, care înseamnă „deschis” sau „clar”, este sistemul electronic de taxare rutieră din Dubai, lansat în iulie 2007 ca parte a strategiei de gestionare a traficului. De fiecare dată când un vehicul trece printr-un punct de taxare Salik, taxa este dedusă automat din contul preplătit al șoferului prin tehnologia RFID. Există patru puncte Salik amplasate strategic în Dubai: la Podul Al Maktoum, Podul Al Garhoud și de-a lungul Șoselei Sheikh Zayed la Al Safa și Al Barsha.

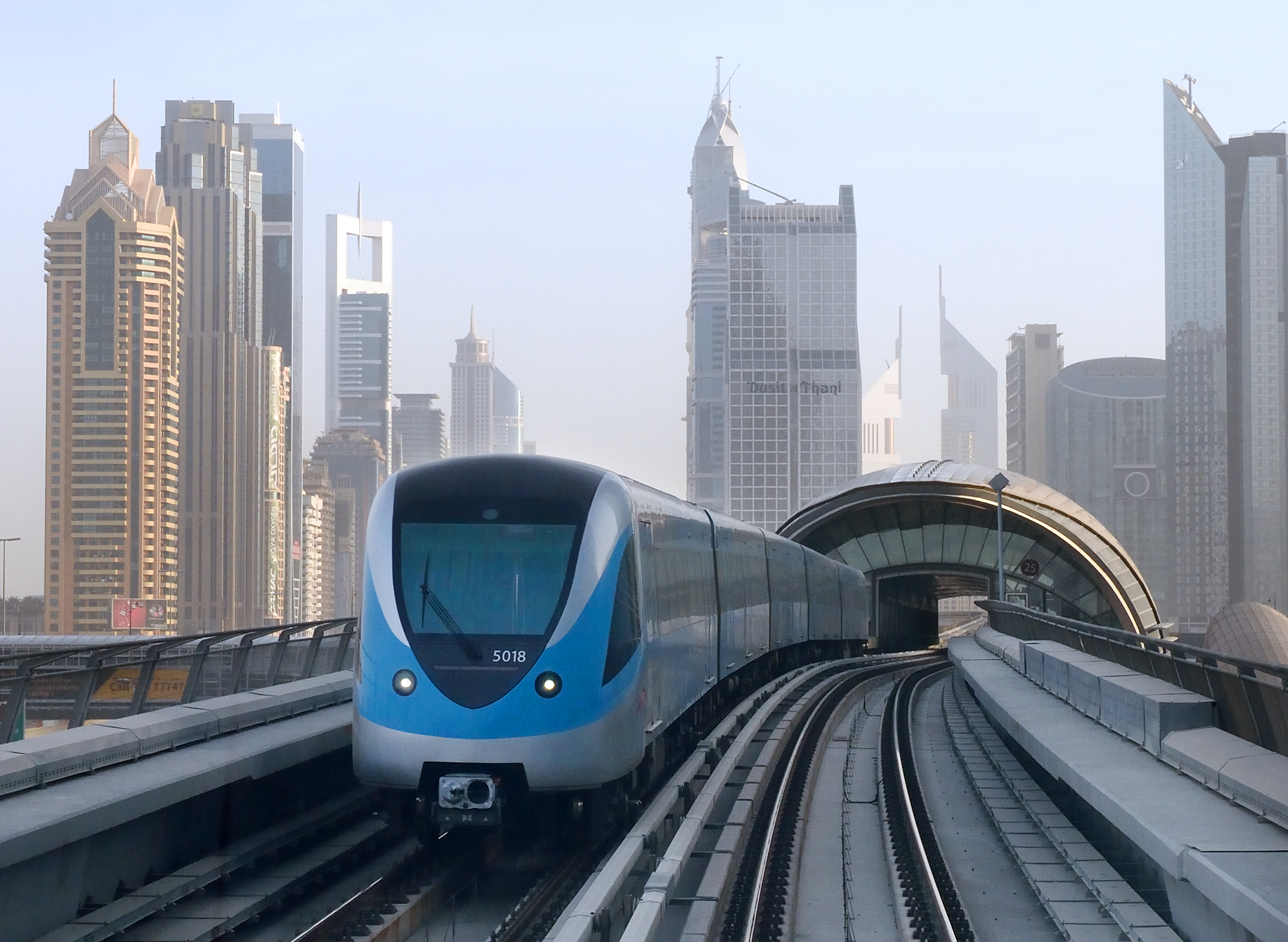
Un tren al Metroului Dubai. Acesta este primul sistem de transport rapid din Peninsula Arabică și a fost cea mai lungă rețea de metrou fără conductor din lume până în 2016.

O rețea feroviară de 1.200 km (750 mi) este în construcție și va conecta toate marile orașe și porturi din Emiratele Arabe Unite. Metroul Dubai este prima rețea urbană de tren din Peninsula Arabică.
Principalele porturi din Emiratele Arabe Unite sunt Portul Khalifa, Portul Zayed, Portul Jebel Ali, Portul Rashid, Portul Khalid, Portul Saeed și Portul Khor Fakkan. Emiratele dezvoltă rapid infrastructura logistică și portuară pentru a juca un rol cheie în comerțul dintre Europa, China și Africa, investind în tehnologie și extinderea porturilor.
Emiratele Arabe Unite au fost și sunt încă parte a Drumului Mătăsii Maritim, care leagă coasta Chinei de sud, prin sudul Indiei, către Mombasa, apoi prin Marea Roșie și Canalul Suez către Marea Mediterană, ajungând în Trieste, un important nod feroviar care conectează Europa Centrală, de Est și Marea Nordului.

### Telecomunicații
Emiratele Arabe Unite sunt deservite de doi operatori de telecomunicații, Etisalat și Emirates Integrated Telecommunications Company ("du"). Etisalat a deținut un monopol până când du a lansat servicii mobile în februarie 2007. Numărul abonaților la internet era estimat să crească de la 0,904 milioane în 2007 la 2,66 milioane în 2012. Autoritatea de reglementare, Autoritatea de Reglementare a Telecomunicațiilor, impune filtrarea site-urilor web pentru conținut religios, politic și sexual.
Serviciile wireless 5G au fost implementate la nivel național în 2019 printr-un parteneriat cu Huawei.

## Demografie

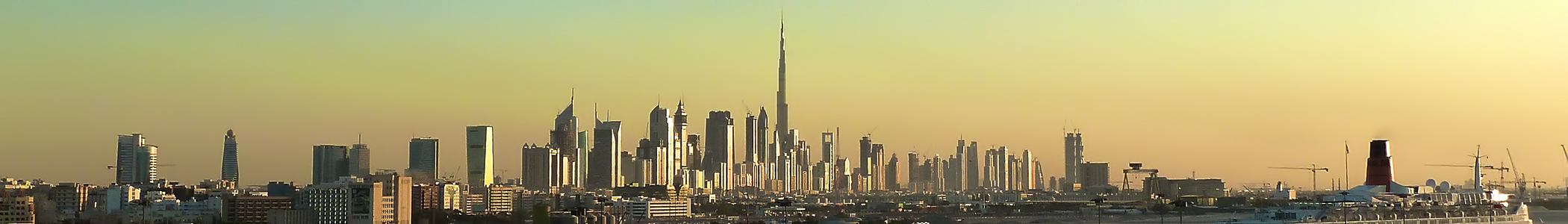
Skyline-ul orașului Dubai, cel mai mare oraș din Emiratele Arabe Unite

Conform unei estimări realizate de Banca Mondială, populația Emiratelor Arabe Unite (EAU) în 2020 era de 9.890.400 de locuitori. Imigranții reprezentau 88,52% din total, în timp ce cetățenii emiratezi constituiau doar 11,48%. Acest dezechilibru demografic se datorează ratei nete de migrație extrem de ridicate a țării, de 21,71, cea mai mare din lume. Obținerea cetățeniei EAU este extrem de dificilă, exceptând cazurile de filiatie, fiind acordată doar în circumstanțe speciale.

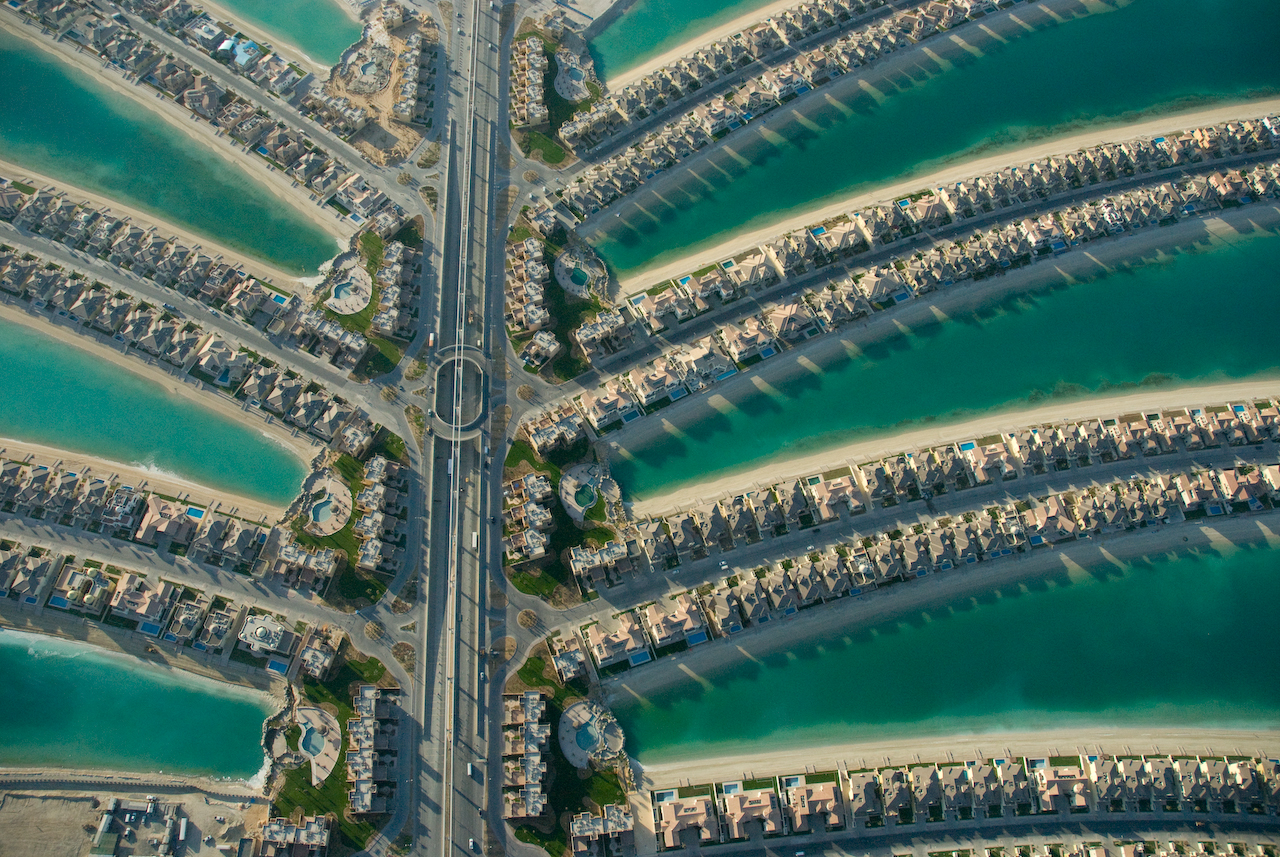
Vile rezidențiale pe insula Palm Jumeirah din Dubai

Emiratele Arabe Unite au o populație etnic diversificată. În emiratele Dubai, Sharjah și Ajman, cele mai numeroase grupuri naționale sunt: indieni (25%), pakistanezi (12%), emiratezi (9%), bangladezi (7%) și filipinezi (5%). Imigranții din Europa, Australia și America de Nord sunt estimați la aproximativ 100.000 de persoane. Restul populației provine din alte state arabe.
Aproximativ 88% din populația Emiratelor Arabe Unite trăiește în zone urbane. Speranța medie de viață era de 76,7 ani în 2012, cea mai mare din rândul țărilor arabe.
Raportul dintre sexe este de 2,2 bărbați pentru fiecare femeie la nivelul întregii populații și de 2,75 bărbați pentru fiecare femeie în grupa de vârstă 15-65 de ani. Acest dezechilibru de gen este al doilea cel mai ridicat din lume, după Qatar.

### Cele mai mari orașe
| Dubai Abu Dhabi | 1  | Dubai          | Dubai          | 3,564,931 | Sharjah Al Ain |
| Dubai Abu Dhabi | 2  | Abu Dhabi      | Abu Dhabi      | 1,807,000 | Sharjah Al Ain |
| Dubai Abu Dhabi | 3  | Sharjah        | Sharjah        | 1,405,000 | Sharjah Al Ain |
| Dubai Abu Dhabi | 4  | Al Ain         | Abu Dhabi      | 846,747   | Sharjah Al Ain |
| Dubai Abu Dhabi | 5  | Ajman          | Ajman          | 490,035   | Sharjah Al Ain |
| Dubai Abu Dhabi | 6  | Ras Al Khaimah | Ras al Khaimah | 191,753   | Sharjah Al Ain |
| Dubai Abu Dhabi | 7  | Fujairah       | Fujairah       | 118,933   | Sharjah Al Ain |
| Dubai Abu Dhabi | 8  | Umm Al Quwain  | Umm Al Quwain  | 59,098    | Sharjah Al Ain |
| Dubai Abu Dhabi | 9  | Khor Fakkan    | Sharjah        | 53,000    | Sharjah Al Ain |
| Dubai Abu Dhabi | 10 | Kalba          | Sharjah        | 51,000    | Sharjah Al Ain |

### Limba
Araba standard modernă este limba națională a Emiratelor Arabe Unite. Engleza este cea mai utilizată limbă în comunicarea de zi cu zi, în timp ce araba emirată, un dialect al arabei din Golf, este vorbită nativ de populația locală.

### Religie
| Religiile din EAU în 2010 (Pew Research) | Religiile din EAU în 2010 (Pew Research) | Religiile din EAU în 2010 (Pew Research) | Religiile din EAU în 2010 (Pew Research) | Religiile din EAU în 2010 (Pew Research) |
| ---------------------------------------- | ---------------------------------------- | ---------------------------------------- | ---------------------------------------- | ---------------------------------------- |
| Religie                                  |                                          |                                          | Procent                                  |                                          |
| Islam                                    | Islam                                    |                                          | 76%                                      | 76%                                      |
| Creștinism                               | Creștinism                               |                                          | 13%                                      | 13%                                      |
| Hinduism                                 | Hinduism                                 |                                          | 7%                                       | 7%                                       |
| Budism                                   | Budism                                   |                                          | 2%                                       | 2%                                       |
| Altele                                   | Altele                                   |                                          | 1%                                       | 1%                                       |
| Niciuna                                  | Niciuna                                  |                                          | 1%                                       | 1%                                       |

Islamul este cea mai mare religie și religia oficială a statului în Emiratele Arabe Unite. Guvernul promovează o politică de toleranță față de alte religii și intervine rar în activitățile religioase ale non-musulmanilor.
În Emiratele Arabe Unite, numărul musulmanilor sunniți este mai mare decât cel al musulmanilor șiiți. Aproximativ 85% dintre cetățenii emirați sunt musulmani sunniți, în timp ce restul de 15% sunt, în mare parte, șiiți, concentrați în emiratele Dubai și Sharjah. Deși nu există statistici oficiale privind distribuția dintre sunniți și șiiți în rândul rezidenților străini, estimările din mass-media sugerează că mai puțin de 20% dintre musulmanii non-cetățeni sunt șiiți. Cea mai mare moschee din țară este Marea Moschee Sheikh Zayed din Abu Dhabi, un important loc de cult și atracție turistică. Printre alte curente islamice prezente se numără ibadismul, întâlnit în rândul comunității omaneze, și influențe sufite.
Creștinii reprezintă aproximativ 9% din populația totală a Emiratelor Arabe Unite, conform recensământului din 2005, iar estimările din 2010 indică o proporție de 12,6%. Printre confesiunile creștine dominante se numără catolicismul și protestantismul. În 2023, în țară existau peste 52 de biserici. Majoritatea creștinilor sunt de origine asiatică, africană și europeană, precum și din țări vecine din Orientul Mijlociu, precum Liban, Siria și Egipt. Emiratele Arabe Unite fac parte din Vicariatul Apostolic al Arabiei de Sud, iar episcopul vicar apostolic Paul Hinder este stabilit în Abu Dhabi.
O mică comunitate evreiască trăiește în Emiratele Arabe Unite. Până în anul 2023, singura sinagogă cunoscută era situată în Dubai și a fost deschisă în 2008, fiind accesibilă și vizitatorilor. În anul 2023, a fost finalizată Sinagoga Moise Ben Maimon în cadrul complexului Casa Familiei Avraamice din Abu Dhabi. În 2019, rabinul Marc Schneier estima că între 150 de familii și 3.000 de evrei locuiesc și își practică liber credința în Emiratele Arabe Unite.
Pe lângă islam și creștinism, în Emiratele Arabe Unite există comunități de hinduși, budiști, sikh-iști, jainiști, bahai și druzi.
În 2019, ministrul de externe al Emiratelor Arabe Unite, Abdullah bin Zayed Al Nahyan, a anunțat planurile pentru construcția Casei Familiei Avraamice, un complex interreligios care include o sinagogă, o moschee și o biserică pe Insula Saadiyat din Abu Dhabi.

### Educație

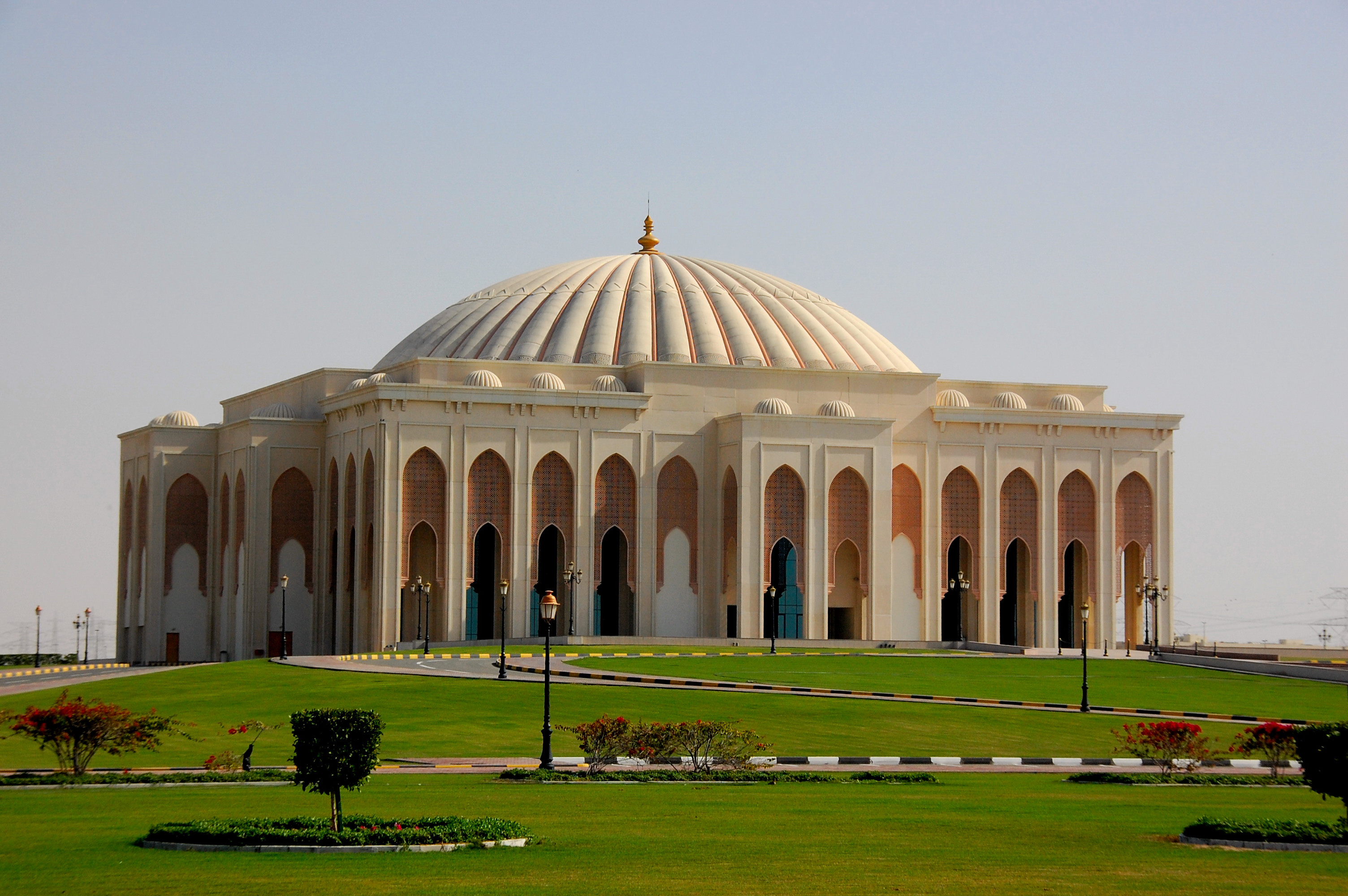
Primăria Universității este cea mai mare clădire din campusul universitar din Sharjah.

Educația în Emiratele Arabe Unite este administrată de Ministerul Educației (Emiratele Arabe Unite) până la nivel secundar în toate emiratele, cu excepția Abu Dhabi, unde se află sub autoritatea Departamentului de Educație și Cunoaștere Abu Dhabi.
Școlile publice sunt structurate în școli primare, gimnazii și licee. Acestea sunt finanțate de stat, iar curriculumul este conceput pentru a reflecta obiectivele de dezvoltare ale Emiratelor Arabe Unite. Limba de predare în școlile publice este araba, cu accent pe engleză ca limbă secundară. Există, de asemenea, numeroase școli private cu acreditare internațională. Școlile publice sunt gratuite pentru cetățenii Emiratelor Arabe Unite, în timp ce taxele pentru școlile private variază.
Învățământul superior este monitorizat de Ministerul Învățământului Superior, care se ocupă și de admiterea studenților în instituțiile sale de licență. Rata alfabetizării adulților în 2015 era de 93,8%.
Emiratele Arabe Unite manifestă un interes crescut pentru dezvoltarea educației și a cercetării. Printre inițiative se numără crearea centrelor de cercetare CERT, a Masdar Institute of Science and Technology și a Institute for Enterprise Development.
Conform clasamentelor QS, cele mai bine cotate universitați din țară sunt:
- Universitatea Emiratelor Arabe Unite (locurile 421-430 la nivel mondial),
- Universitatea Khalifa (locurile 441-450 la nivel mondial),
- Universitatea Americană din Sharjah (locurile 431-440),
- Universitatea din Sharjah (locurile 551-600).
Emiratele Arabe Unite s-au clasat pe locul 33 în Indicele Global al Inovației în anul 2021, urcând de pe locul 36 în anul 2019.

### Sistemul de Sănătate
Speranța de viață la naștere în Emiratele Arabe Unite este de 76,96 ani. Bolile cardiovasculare reprezintă principala cauză de deces în Emiratele Arabe Unite, constituind 28% din totalul deceselor; alte cauze majore sunt accidentele și leziunile, maladiile maligne și anomaliile congenitale. Conform datelor Organizației Mondiale a Sănătății din 2016, 34,5% dintre adulții din Emiratele Arabe Unite sunt considerați obezi, având un indice de masă corporală (IMC) de 30 sau mai mare.
În luna februarie a anului 2008, Ministerul Sănătății a dezvăluit o strategie de sănătate pe cinci ani pentru sectorul public de sănătate din emiratele nordice, care sunt sub jurisdicția sa și care, spre deosebire de Abu Dhabi și Dubai, nu au autorități de sănătate separate. Strategia se concentrează pe unificarea politicii de sănătate și îmbunătățirea accesului la servicii medicale la costuri rezonabile, reducând în același timp dependența de tratamentele din străinătate. Ministerul plănuiește să adauge trei spitale la cele 14 existente și 29 de centre de asistență medicală primară la cele 86 existente. Nouă dintre acestea erau programate să se deschidă în 2008.
Introducerea asigurării obligatorii de sănătate în Abu Dhabi pentru expatriați și dependenții acestora a fost un factor major în reforma politicii de sănătate. Cetățenii din Abu Dhabi au fost incluși în schemă începând cu 1 iunie 2008, iar Dubai a urmat exemplul pentru angajații săi guvernamentali. În cele din urmă, conform legislației federale, fiecare emirat și expat din țară va fi acoperit de o asigurare de sănătate obligatorie unificată.
Țara a beneficiat de pe urma turiștilor medicali din întreaga regiune a Consiliului de Cooperare al Golfului. Emiratele Arabe Unite atrag turiști medicali interesați de chirurgie estetică și proceduri avansate, intervenții cardiace și spinale, precum și tratamente stomatologice, deoarece serviciile de sănătate au standarde mai ridicate decât în alte țări arabe din Golful Persic.

## Cultură

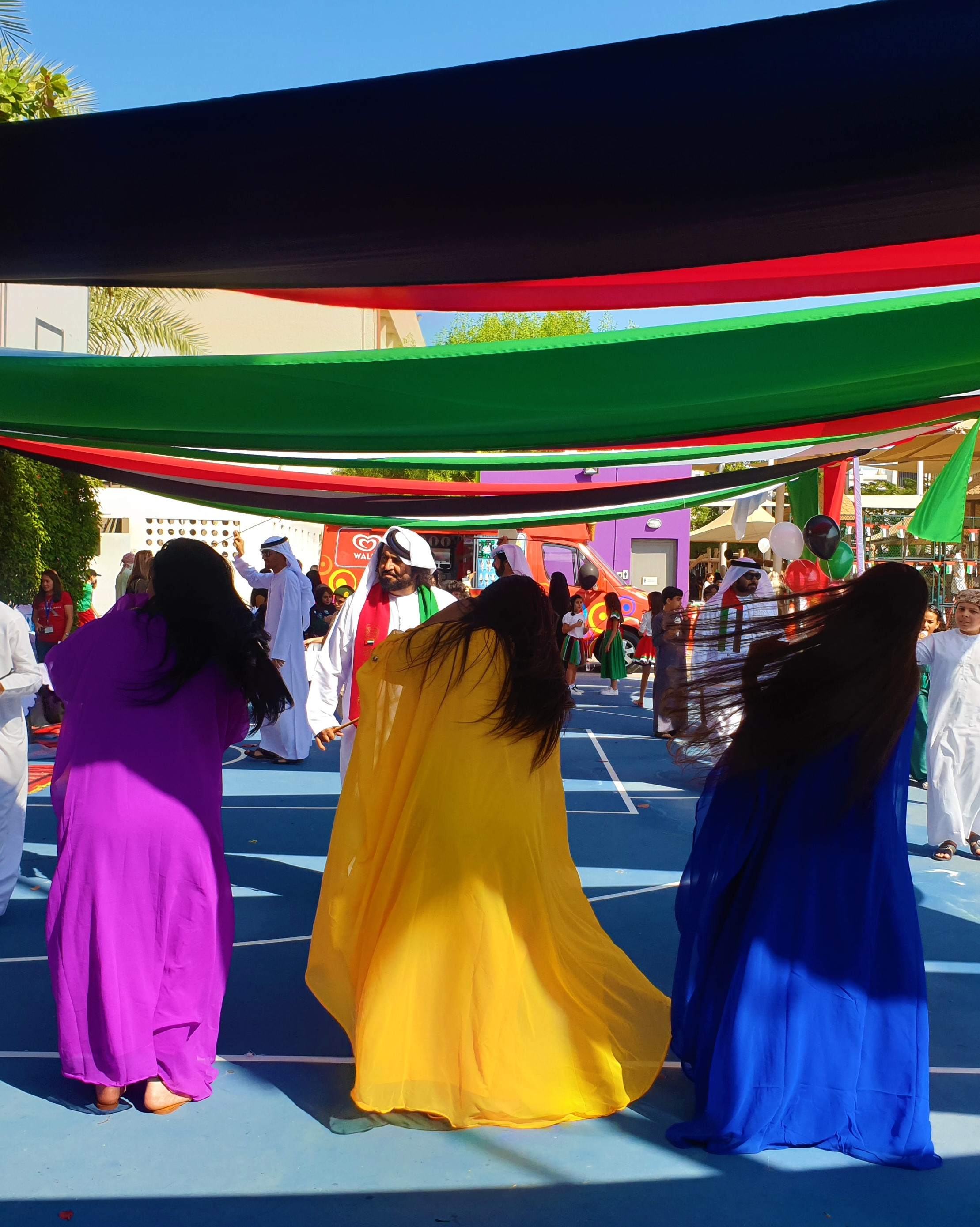
Femeile își mișcă părul într-o parte și poartă rochii tradiționale viu colorate în timp ce dansează un dans popular emiratez.

Cultura Emiratelor este bazată pe cultura arabă și a fost influențată de culturile persană, indiană și est-africană. Arhitectura Arabă și persană este o expresie a identității locale emirateze. Influența arabă asupra culturii emirateze este vizibilă în arhitectura tradițională și în arta populară. De exemplu, turnul de vânt distinctiv, numit barjeel, este un element arhitectural emblematic al Emiratelor și are influențe arabe. Această influență provine atât de la comercianții care au fugit de taxele din Persia în secolul al XIX-lea, cât și de la porturile controlate de emiratezi pe coasta arabă, cum ar fi portul Al Qassimi din Lingeh.
Emiratele Arabe Unite au o societate diversă. Economia Dubaiului depinde mai mult de comerțul internațional și turism, fiind mai deschisă vizitatorilor, în timp ce Abu Dhabi are o societate mai tradițională, axată pe extracția combustibililor fosili.
Principalele sărbători din Emiratele Arabe Unite includ Eid al-Fitr, care marchează sfârșitul lunii Ramadan, și Ziua Națională (2 decembrie), care marchează formarea statului. Bărbații emiratezi poartă un kandura, o tunică albă lungă până la gleznă, iar femeile emirateze poartă un abaya, o haină neagră care acoperă cea mai mare parte a corpului.
Cel mai vechi poet cunoscut din Emirate este Ibn Majid, născut între 1432 și 1437 în Ras Al-Khaimah. Cei mai faimoși scriitori emiratezi sunt Mubarak Al Oqaili (1880–1954), Salem bin Ali al Owais (1887–1959) și Ahmed bin Sulayem (1905–1976). Trei alți poeți din Sharjah, cunoscuți sub numele de grupul Hirah, au fost influențați de poeții Apollo și de poezia romantică.
Cultura Emiratelor face parte din Cultura Arabiei de Est. Liwa este un tip de muzică și dans interpretat în special în comunitățile descendenților Bantu din Marile Lacuri Africane. Festivalul Dubai Desert Rock Festival este un eveniment important dedicat muzicii rock și metal. Industria cinematografică a Emiratelor este încă la început, dar în plină dezvoltare.

### Mass-media

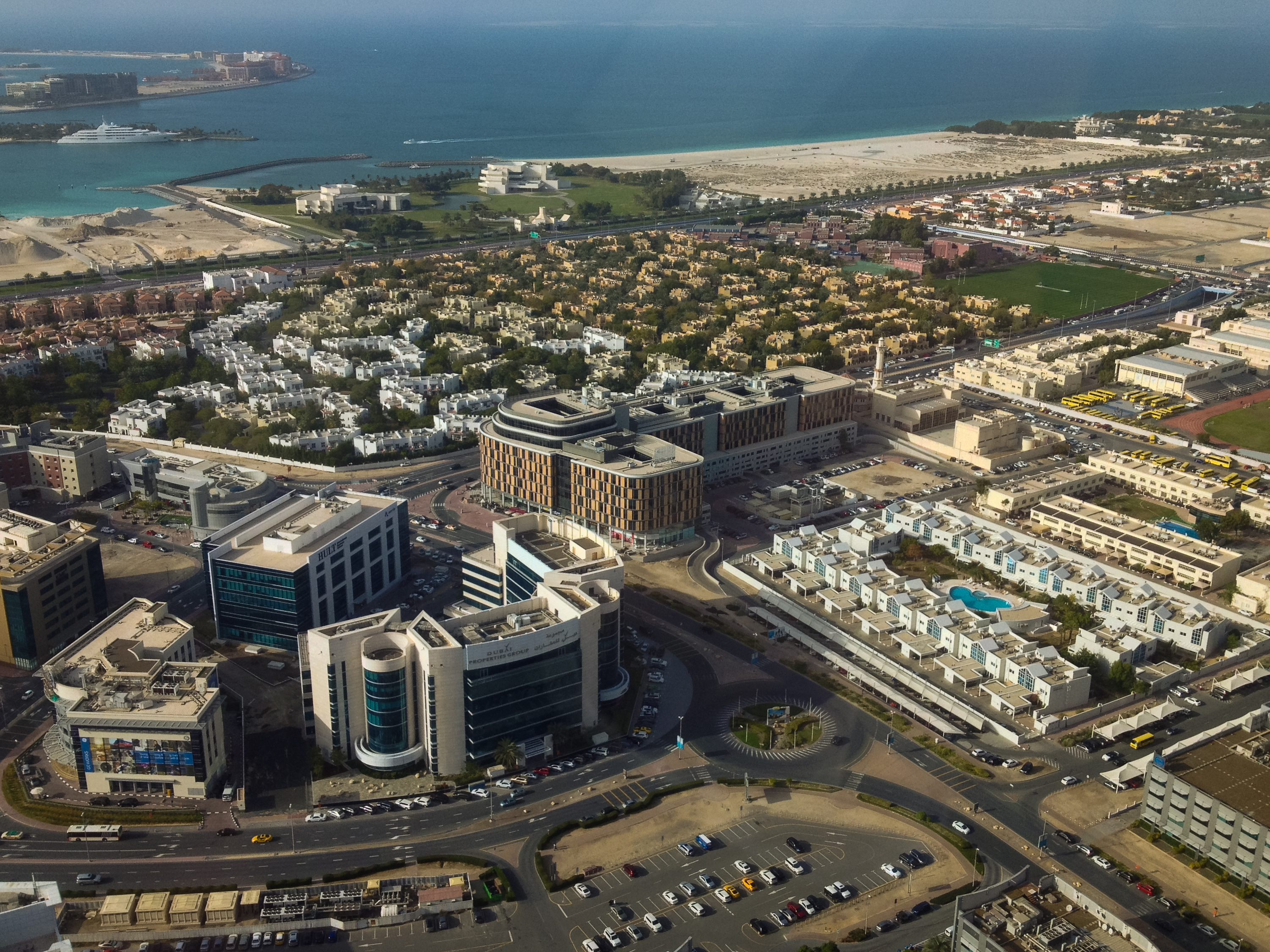
Dubai Media City găzduiește diverse companii de știri și tehnologie.

Mass-media din Emiratele Arabe Unite este clasată anual ca „nefiind liberă” în raportul **Freedom of the Press** realizat de Freedom House. De asemenea, țara obține un punctaj scăzut în **Indexul Libertății Presei** publicat de Reporters Without Borders.
Dubai Media City este principala zonă media din Emirate, găzduind mai multe companii de presă și tehnologie. Emiratele Arabe Unite sunt, de asemenea, sediul unor radiodifuzori pan-arabi, inclusiv Middle East Broadcasting Centre și Orbit Showtime Network.
În 2007, șeicul Mohammed bin Rashid Al Maktoum a emis un decret prin care jurnaliștii nu mai pot fi urmăriți penal sau încarcerați pentru activitățile lor profesionale. Cu toate acestea, legile din EAU interzic distribuirea de materiale online care ar putea amenința „ordinea publică” și prevăd pedepse cu închisoarea pentru cei care „aduc prejudicii reputației statului” sau „manifestă dispreț față de religie”. Există rapoarte despre jurnaliști care au fost reținuți și agresați fizic de forțele de ordine pentru încălcarea acestor reglementări.
Conform **UAE Year Book 2013**, în Emiratele Arabe Unite sunt publicate șapte ziare în limba arabă, opt ziare în limba engleză și un ziar în limba tagalog.
Noile media, precum Facebook, Twitter, YouTube și Instagram, sunt utilizate pe scară largă în EAU atât de instituțiile guvernamentale, cât și de public. Guvernul utilizează rețelele sociale pentru a comunica cu cetățenii și a răspunde nevoilor acestora.
În ultimii ani, consumul de media digitală a crescut semnificativ în Emiratele Arabe Unite, odată cu popularitatea platformelor precum Snapchat și TikTok, în special în rândul tinerilor.  Influencerii joacă un rol important în modelarea tendințelor și promovarea produselor și serviciilor.  Guvernul a implementat inițiative digitale pentru a îmbunătăți serviciile de **e-Guvernare** și pentru a sprijini dezvoltarea conceptului de **smart city**, demonstrând astfel angajamentul EAU față de progresul tehnologic.

### Gastronomie

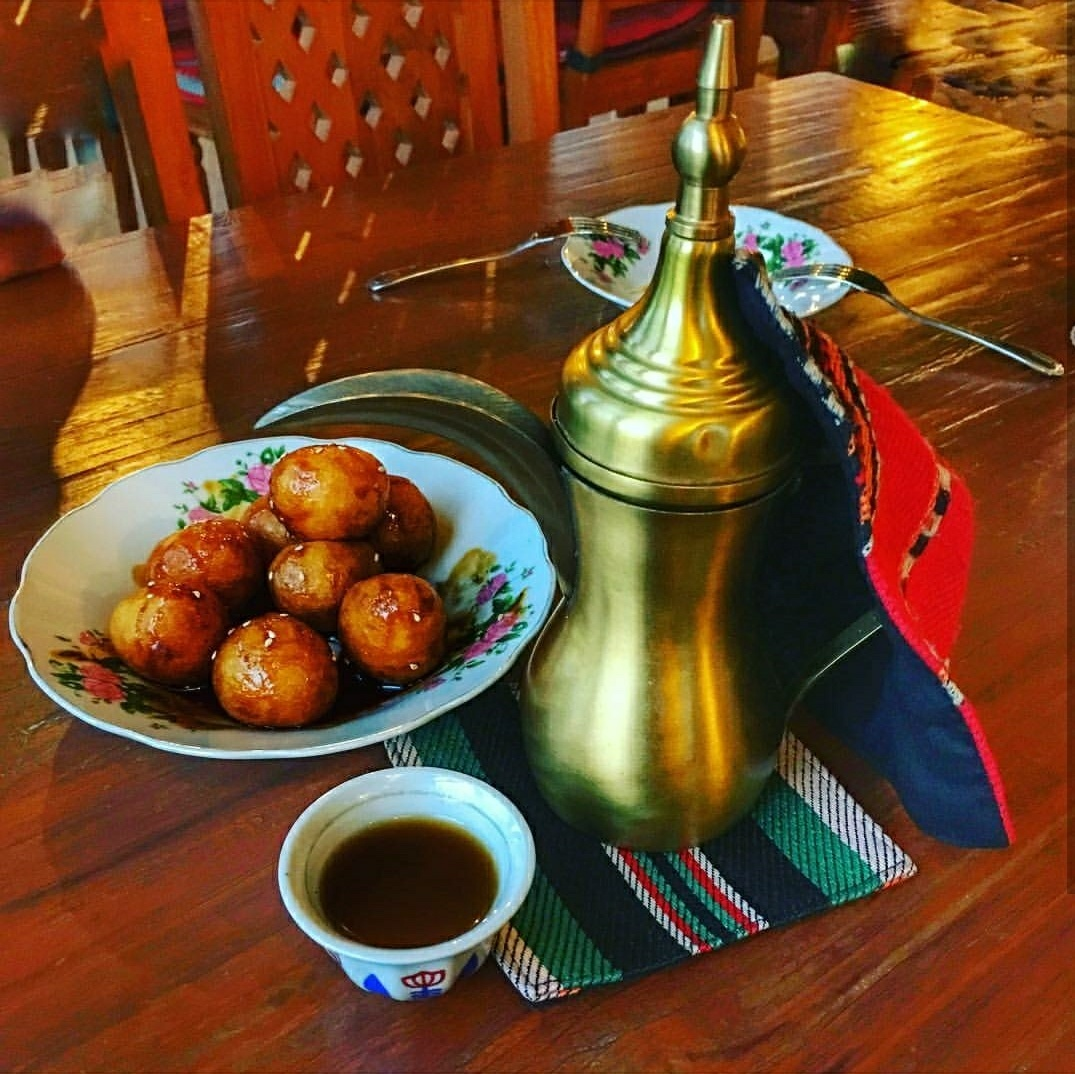
Cafea arabă cu lugaimat, un desert tradițional emiratez

Bucătăria tradițională a Emiratelor s-a bazat întotdeauna pe o combinație de orez, pește și carne. Locuitorii Emiratelor Arabe Unite au adoptat o mare parte din preparatele lor din alte țări din Asia de Vest și de Sud, inclusiv Iran, Arabia Saudită, Oman, Pakistan și India. Fructele de mare au fost o componentă esențială a dietei emirateze timp de secole. Carnea și orezul sunt alte alimente de bază, cu carnea de miel și oaie fiind preferată în locul celei de capră și vită. Printre băuturile populare se numără cafeaua și ceaiul, care sunt adesea aromatizate cu cardamom sau șofran pentru un gust distinctiv.
Printre preparatele culturale tradiționale emirateze se numără threed, machboos, khubisa, khameer și pâinea chabab, iar lugaimat este un desert faimos al Emiratelor.
Odată cu influența culturii occidentale, fast food-ul a devenit foarte popular în rândul tinerilor, până în punctul în care au fost organizate campanii pentru a evidenția pericolele excesului de fast food.
Consumul de alcool este permis doar în restaurantele și barurile hotelurilor. Toate cluburile de noapte au permisiunea de a vinde alcool. Anumite supermarketuri comercializează alcool, dar aceste produse sunt vândute în secțiuni separate. De asemenea, carnea de porc, considerată haram (nepermisă pentru musulmani), este disponibilă în secțiuni specializate ale marilor supermarketuri. Deși consumul de alcool este permis, este ilegal să fii în stare de ebrietate în public sau să conduci un vehicul sub influența alcoolului, chiar și cu o cantitate minimă în sânge.

### Sport

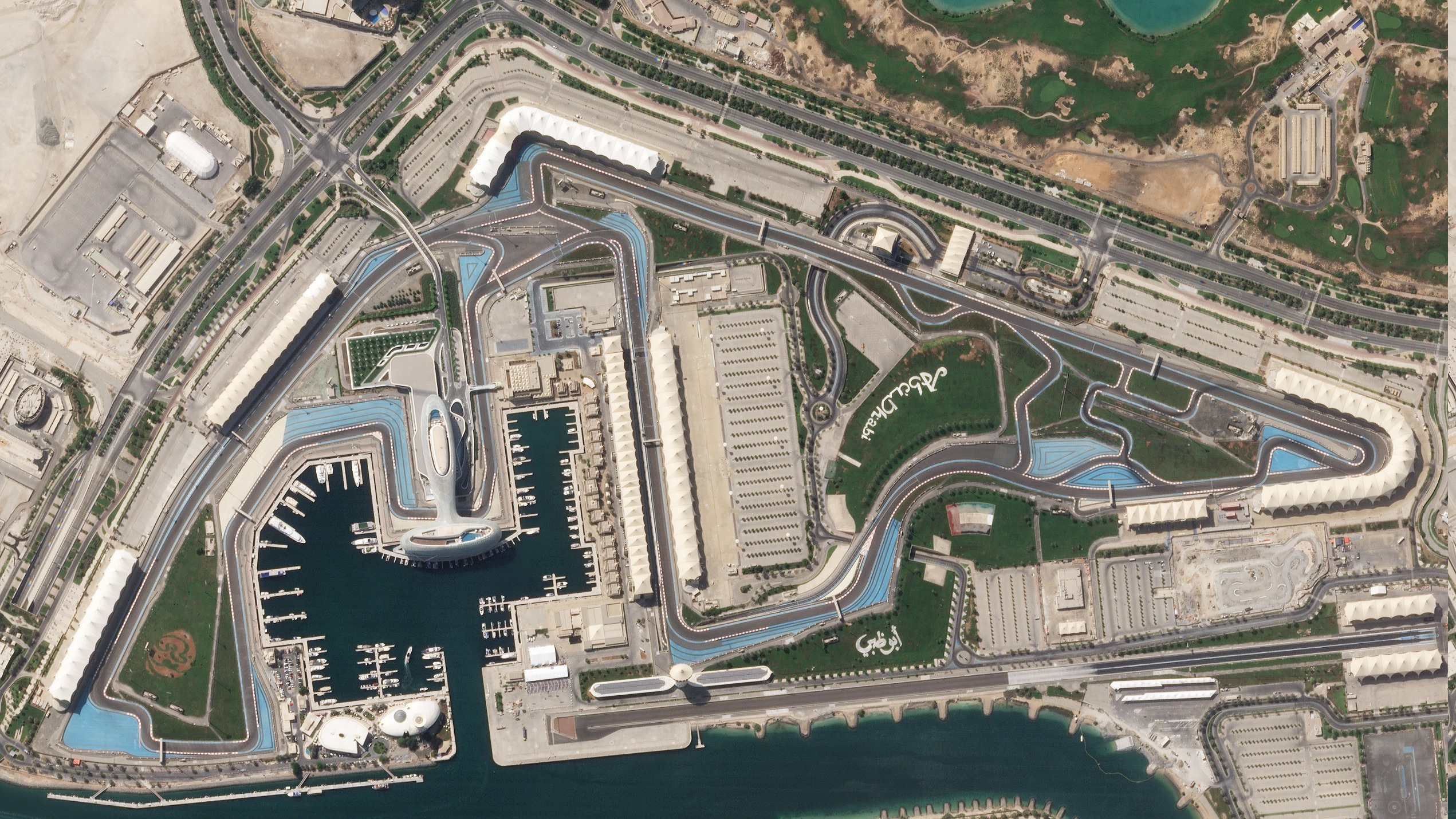
Yas Marina Circuit din Abu Dhabi

Formula 1 este deosebit de populară în Emiratele Arabe Unite, iar un Mare Premiu este organizat anual pe Yas Marina Circuit din Insula Yas, Abu Dhabi. Cursa are loc seara și a fost primul Mare Premiu care a început în timpul zilei și s-a încheiat noaptea. Alte sporturi populare includ cursa de cămile, vânătoarea cu șoimi, călăria de anduranță și tenis. Emiratul Dubai este, de asemenea, gazda a două terenuri importante de golf: Dubai Golf Club și Emirates Golf Club.
Pe lângă aspectul de recreere, sportul poate juca un rol important în formarea identității naționale. De exemplu, vânătoarea cu șoimi a funcționat ca simbol național încă de la înființarea sa în 1971. Pe lângă popularitatea națională a vânătorii cu șoimi, EAU au jucat un rol formativ la nivel internațional în coordonarea recunoașterii acesteia de către UNESCO ca patrimoniu intangible.
În trecut, erau folosiți copii ca jochei pentru cursele de cămile, ceea ce a stârnit critici la scară largă. În cele din urmă, EAU au adoptat legi care interzic utilizarea copiilor în acest sport, ducând la eliminarea aproape completă a jocheilor copii. Recent, au fost introduși jochei roboți pentru a depăși problema utilizării copiilor, care a fost o problemă de încălcare a drepturilor omului. Ansar Burney este adesea lăudat pentru munca depusă în acest domeniu.

#### Fotbal
Pentru mai multe detalii, vedeți Fotbal în Emiratele Arabe Unite.

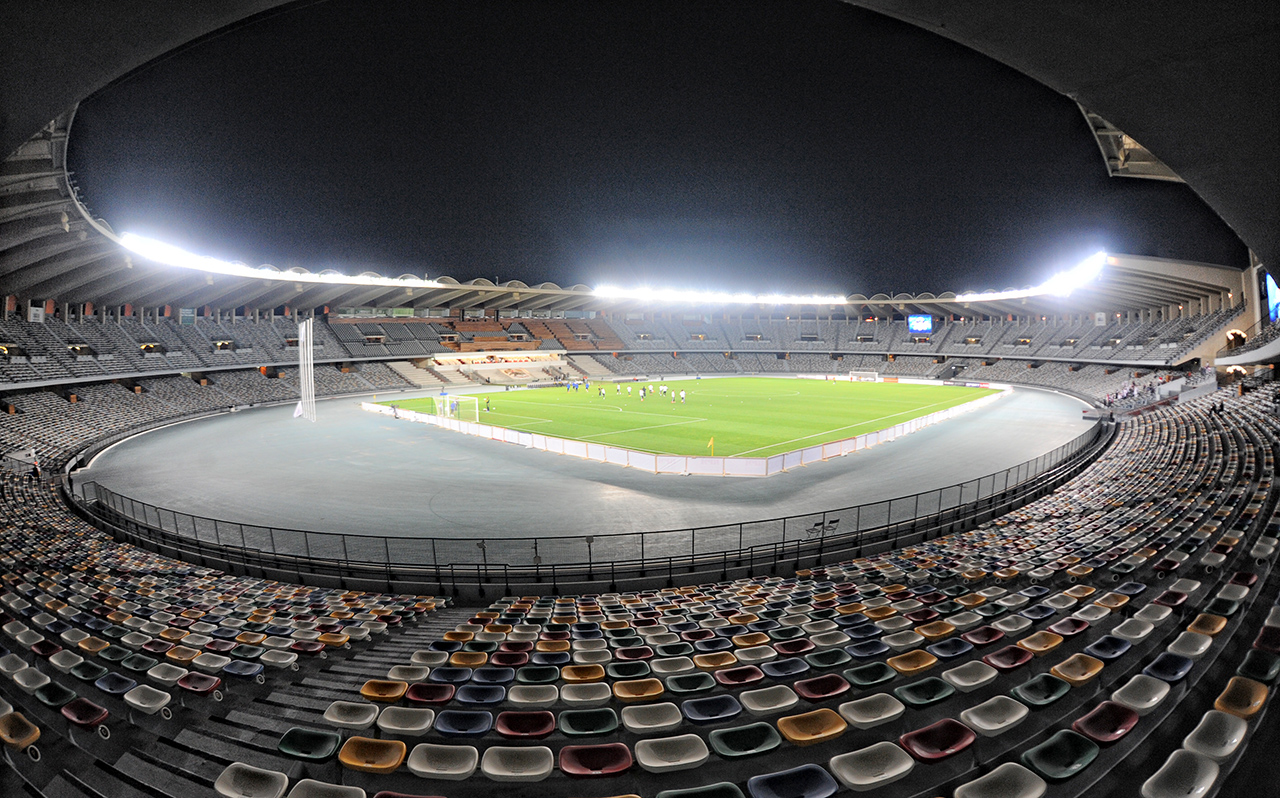
Zayed Sports City Stadium din Abu Dhabi

Fotbalul este un sport popular în EAU. Al Nasr, Al Ain, Al Wasl, Sharjah, Al Wahda și Shabab Al Ahli sunt cele mai populare echipe și se bucură de reputația unor campioane regionale de lungă durată. Asociația de Fotbal a Emiratelor Arabe Unite a fost înființată în 1971 și de atunci și-a dedicat timpul și efortul promovării jocului, organizării de programe pentru tineret și îmbunătățirii abilităților nu doar ale jucătorilor, ci și ale oficialilor și antrenorilor implicați în echipele regionale. EAU s-a calificat la Cupa Mondială FIFA în 1990, alături de Egipt. A fost a treia Cupă Mondială consecutivă cu două națiuni arabe calificate, după Kuweit și Algeria în 1982, și Irak și Algeria din nou în 1986. EAU a câștigat de două ori Cupa Golfului: prima dată în ianuarie 2007, găzduită în Abu Dhabi, și a doua oară în ianuarie 2013, găzduită în Bahrain. Țara a găzduit Cupa Asiatică AFC 2019. Echipa EAU a ajuns până în semifinale, unde a fost învinsă de campioana din acel an, Qatar.

#### Cricket
Pentru mai multe detalii, vedeți Cricket în Emiratele Arabe Unite.

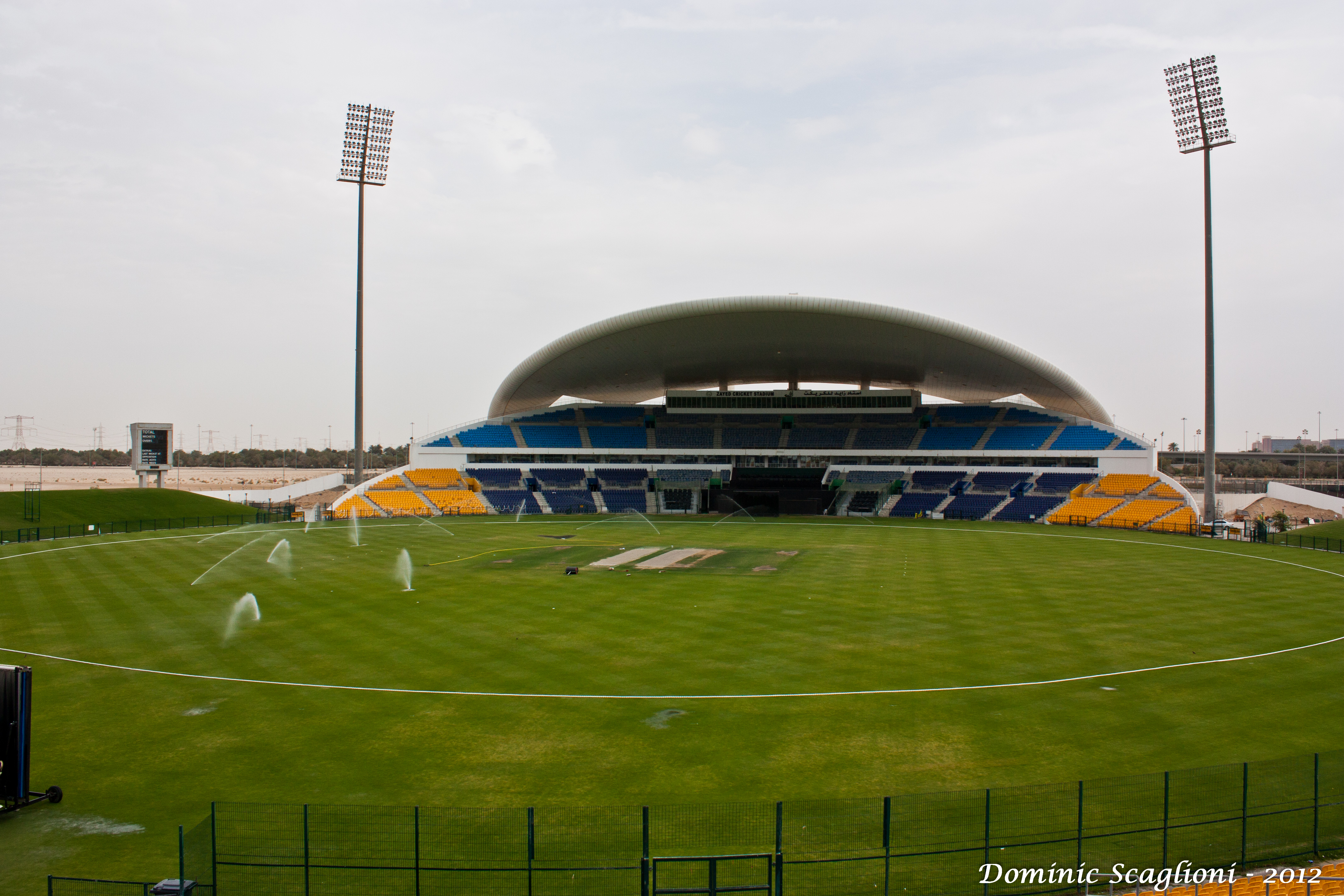
Sheikh Zayed Cricket Stadium din Abu Dhabi

Cricketul este unul dintre cele mai populare sporturi din EAU, în mare parte datorită populației de expatiați din țările SAARC, Regatul Unit și Australia. Sediul Consiliului Internațional de Cricket (ICC) se află în complexul Dubai Sports City din 2005, inclusiv Academia ICC, care a fost înființată în 2009. Există mai multe terenuri internaționale de cricket în EAU, care sunt frecvent utilizate pentru turnee internaționale și serii bilaterale „neutre” datorită climatului local și statutului Dubai-ului ca centru de transport. Turnee internaționale notabile găzduite de EAU au inclus Cupa Mondială de Cricket Sub-19 din 2014, Cupa Mondială ICC T20 Masculină din 2021 și trei ediții ale Cupei Asiatice (1984, 1995 și 2018). Terenuri notabile includ Sharjah Cricket Association Stadium din Sharjah, Sheikh Zayed Cricket Stadium din Abu Dhabi și Dubai International Cricket Stadium din Dubai.
Consiliul de Cricket al Emiratelor Arabe Unite (ECB) a devenit membru al ICC în 1990. Echipa națională de cricket a EAU s-a calificat la Cupa Mondială de Cricket de două ori (1996 și 2015) și la Cupa Mondială ICC T20 Masculină de două ori (2014 și 2022). Echipa națională feminină este, de asemenea, una dintre cele mai puternice echipe asociate din Asia, participând notabil la Calificările pentru Cupa Mondială ICC T20 Feminină din 2018.
După atacul din 2009 asupra echipei naționale de cricket a Sri Lankei, EAU a servit ca loc de desfășurare „de facto” al meciurilor de acasă pentru Echipa națională de cricket a Pakistanului timp de aproape un deceniu, găzduind, de asemenea, Pakistan Super League. EAU a găzduit, de asemenea, o ediție completă a Indian Premier League (IPL) în 2020 și două ediții parțiale ale IPL în 2014 și 2021.